# Restaurazione borbonica in Spagna
La Restaurazione borbonica (Restauración borbónica) o Seconda Restaurazione borbonica è il periodo storico che la Spagna visse dal 1874 al 1931, caratterizzato dalla restaurazione della dinastia reale dei Borbone sul trono spagnolo, una volta decaduta la Prima repubblica spagnola. Nel dicembre 1874 il generale Arsenio Martínez Campos y Antón condusse a Sagunto un Colpo di Stato militare, che vide la fine della repubblica ed il ritorno della monarchia, con i Borbone, in particolare con l'ascesa al trono di re Alfonso XII. Nel 1885 il sovrano morì e la moglie, Maria Cristina d'Asburgo-Teschen, assunse la Reggenza per il figlio in pancia, il quale nascerà poi l'anno seguente, ascendendo poi al trono con pieni poteri nel 1886 come Alfonso XIII di Spagna.
Nel 1898 la Spagna perse le sue colonie di Cuba, Porto Rico e Filippine, a seguito della Guerra ispano-americana, che porterà il paese ancora più lontano dalla sfera europea. All'inizio del XX secolo, l'economia spagnola era basata sull'agricoltura, anche se alcune zone, come Catalogna e Paesi Baschi, erano la matrice industriale del regno. Allo scoppio della prima guerra mondiale, la Spagna rimase neutrale a causa dell'inefficienza economica ma soprattutto militare, alimentata a seguito delle Crisi marocchine di inizio secolo. Dopo la Grande guerra, il paese, pur rimasto neutrale, soffrì di una pensate crisi economica e sociale. Gli anarchici tra il 1921 ed il 1923 assassinarono due Capi di governo. Nel 1923 ci fu un colpo di Stato militare, guidato da Miguel Primo de Rivera che inizialmente riuscì a stabilizzare il paese ma poi, perdendo il sostegno dell'establishment da lui creata e dall'esercito, diede le sue dimissioni al re Alfonso XIII. Il monarca provò a ristabilire la Costituzione del 1876 ma ormai il regno era in grosso declino, al punto che il 14 aprile 1931 la monarchia venne abolita e venne proclamata la Seconda repubblica spagnola.

## Storia

### Alfonso XII (1874 - 1885)

#### Ascesa al trono

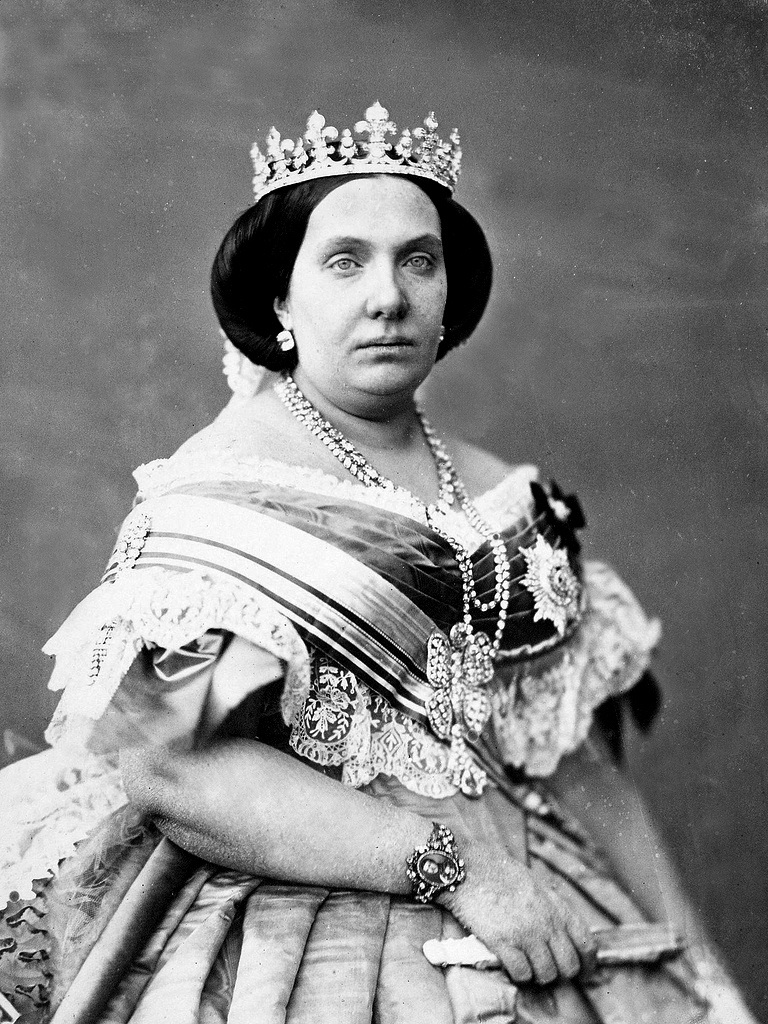
Isabella II di Borbone-Spagna.

Nel 1868 scoppiò una rivoluzione in Spagna, guidata da alcuni militari che rovesciarono il governo di Isabella II e detronizzarono la stessa sovrana, che assieme alla famiglia reale lasciò il paese e andò in esilio a Parigi Il 25 giugno 1870 la regina Isabella abdicò in favore del figlio, Alfonso, principe delle Asturie che assunse i diritti sul trono spagnolo; nel frattempo in Spagna il Governo provvisorio proclamò un nuovo regno e individuò alcuni candidati per il nuovo trono spagnolo, come lo stesso Alfonso, lo zio di quest'ultimo, Antonio d'Orléans, e Amedeo, duca d'Aosta che venne poi eletto Re di Spagna. Amedeo I abdicò poi l'11 febbraio 1873, e le Cortes, parlamento spagnolo, proclamarono la Prima repubblica. Nel 1873 Antonio Cánovas del Castillo sostituì Antonio, duca di Montpensier, zio di Alfonso, quale direttore del movimento alfonsino, che aveva lo scopo di ottenere il maggior numero dei sostenitori per portare il Principe delle Asturie sul trono spagnolo, senza l'intervento delle forze armate. Nel dicembre del 1874 il Generale Matinez Campos, del movimento alfonsino, guidò una rivolta, tenutosi a Sagunto, che vide la restaurazione della monarchia e la conseguenza ascesa di Alfonso, come nuovo sovrano spagnolo.

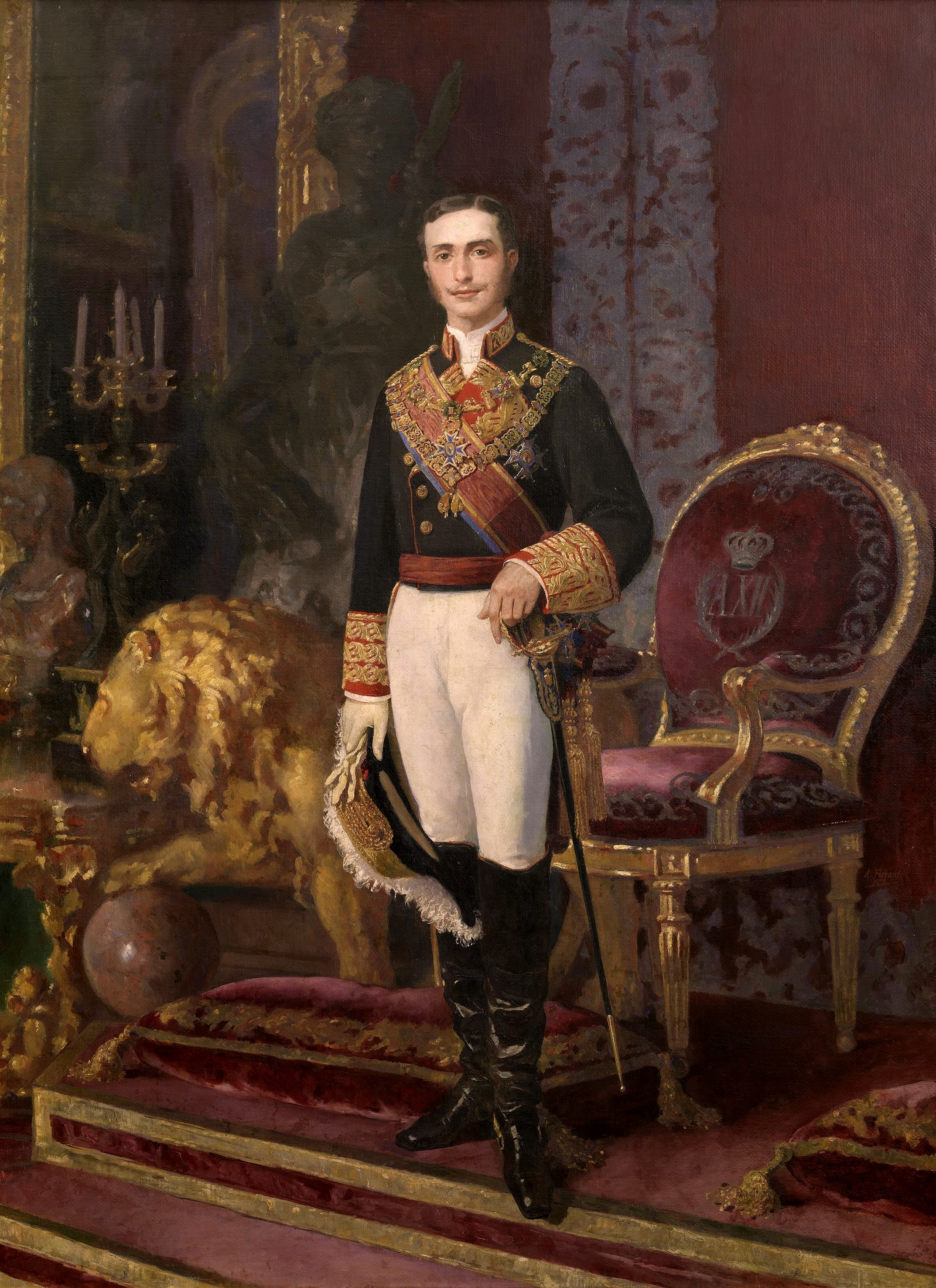
Dipinto di Alfonso XII di Spagna, di Alejandro Ferrant y Fischermans, 1875 circa, Museo del Prado.

Alfonso, nel Manifesto di Sandhurst, si presentò al popolo spagnolo come un re spagnolo, cattolico, liberale e con uno spirito veramente conciliante. Il 30 dicembre 1874 divenne ufficialmente Alfonso XII, re di Spagna, giungendo a Madrid il 14 gennaio 1875, dove fu accolto da un grande giubilo della popolazione. Pochi giorni dopo, Alfonso XII guidò le truppe nei pressi di Saragozza contro i carlisti, contro cui l'esercito spagnolo combatteva dal 1833, quando l'Infante Carlos si era opposto all'ascesa al trono spagnola della nipote Isabella II, figlia del fratello Ferdinando VII. Nel 1876 le guerre carliste finirono e Don Carlos, allora pretendente carlista al trono spagnolo, lasciò il paese; successivamente re Alfonso visitò di persona le provincie colpite dai conflitti, accrescendo così la propria popolarità. Nel 1878 invece, col trattato di Zanjon, terminò la Guerra dei dieci anni, combattuta tra la Spagna e l'esercito dei ribelli cubani. A seguito della vittoria spagnola contro i rivoluzionari cubani ed i carlisti, Alfonso si aggiudicò il soprannome di "Rey soldado", re soldato, o anche di "Re pacificatore". Alfonso XII nominò suo segretario privato il Conte Guillermo Morphy. Da questa posizione divenne un grande protettore degli artisti del suo tempo, intercedendo nella concessione di pensioni da parte della Casa Reale, ed ebbe una forte presenza nelle istituzioni culturali di Madrid.

#### Costituzione e politica

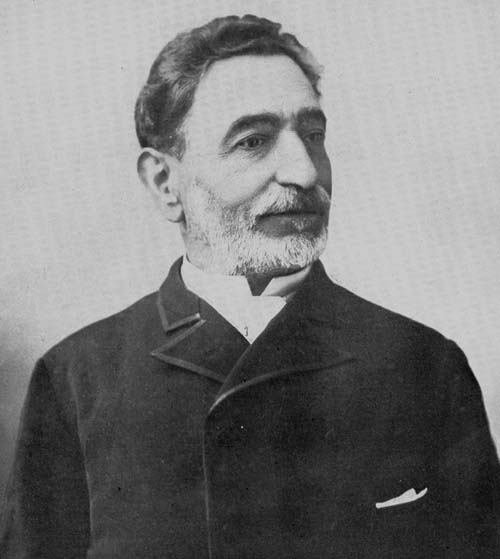
Il premier Práxedes Mateo Sagasta, sette volte al governo.

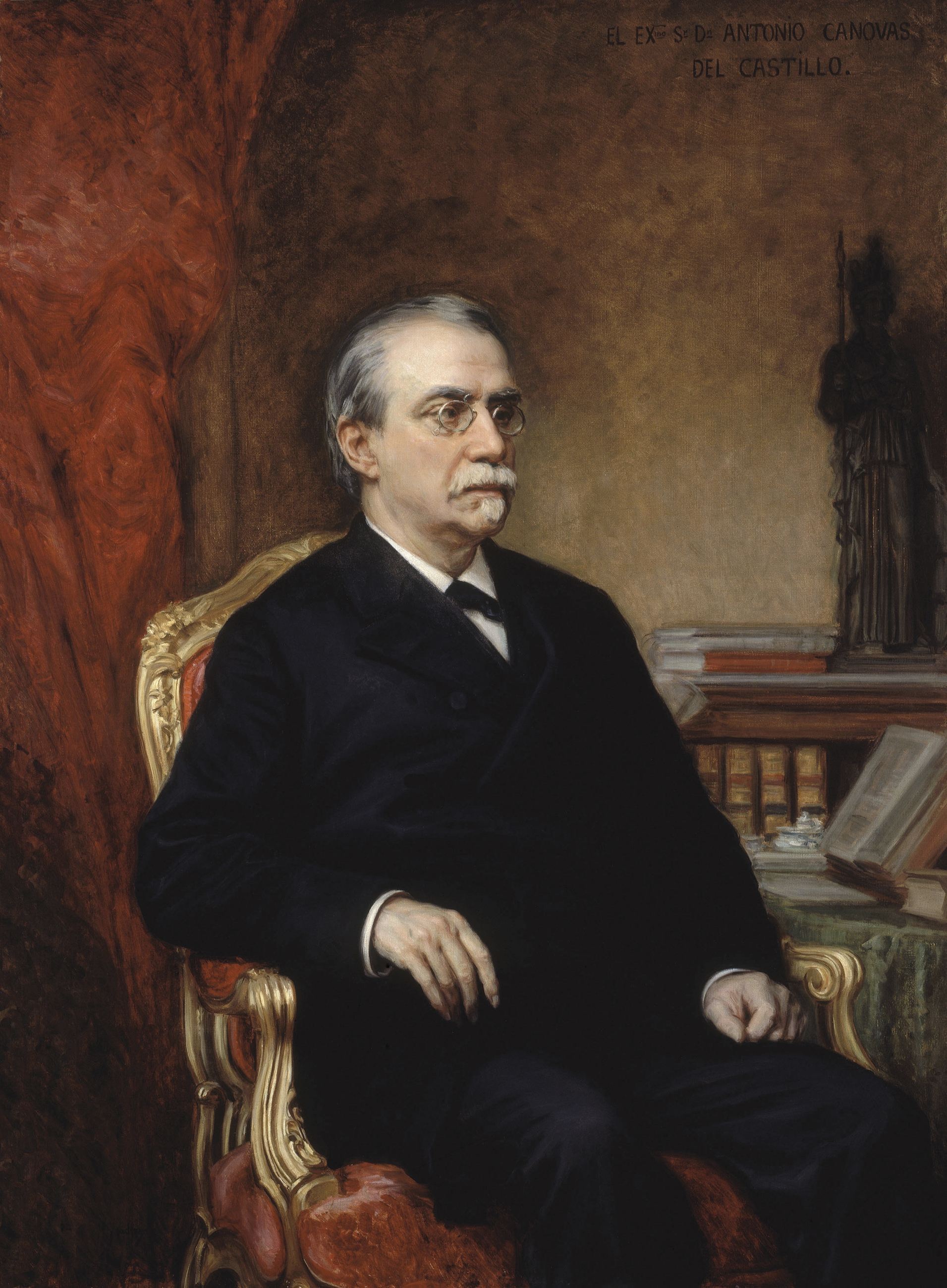
Il premier Antonio Cánovas del Castillo, sei volte al governo.

Il 30 giugno 1876 venne promulgata una nuova Costituzione; tale carta dava al sovrano il potere di nominare senatori e revocare leggi, assumendo anche il Comando supremo dell'Esercito e della Marina, tramite l'articolo 52 della Costituzione e la legge costitutiva dell'esercito del 1878. La carta costituzionale stabilì in Spagna una monarchia costituzionale con una legislatura bicamerale (Cortes Generales), composta da una camera alta (Senato) e una camera bassa (Congresso dei Deputati). Questi anni furono caratterizzati dalla prosperità economica; l'economia spagnola era rimasta indietro rispetto a quella degli altri paesi europei e durante questi anni la modernizzazione del paese ebbe luogo su larga scala. Su molti fronti la produzione fu aumentata, sostenuta da misure protezionistiche estreme. I due partiti si alternarono al governo in un processo controllato noto come "el turno pacífico"; il Partito Liberale era guidato da Práxedes Mateo Sagasta e il Partito Conservatore da Canovas del Castillo. I cacicchi, potenti figure locali, vennero utilizzati per manipolare i risultati elettorali e, di conseguenza, il risentimento verso il sistema si accumulò lentamente nel tempo e iniziarono a formarsi importanti movimenti nazionalisti in Catalogna, Galizia e Paesi Baschi, così come sindacati. 

Elezioni spagnole del 1893.

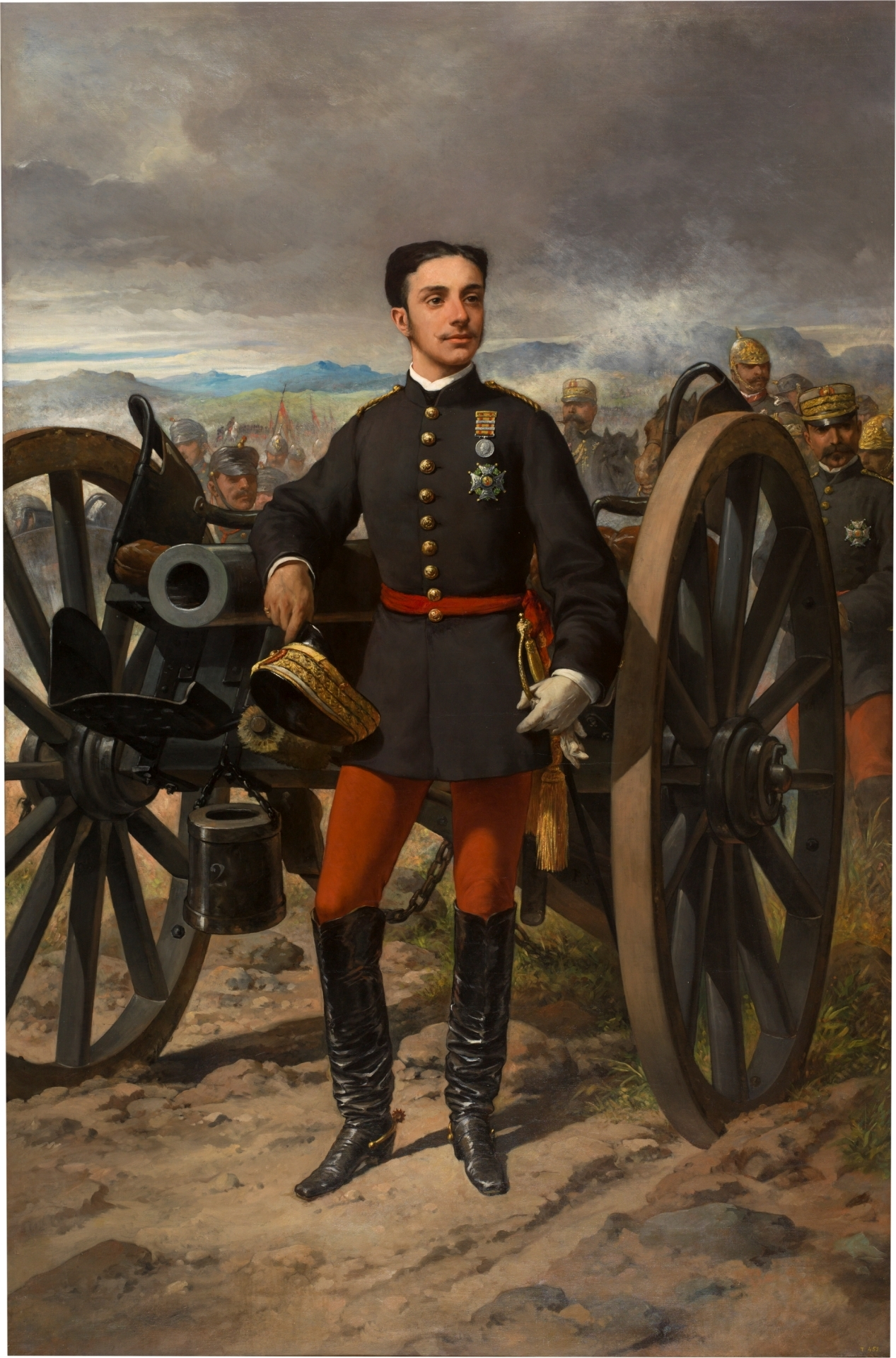
Alfonso XII di Spagna durante le Guerre carliste, Francisco Sans Cabot, 1876 circa, Museo del Prado.

Cánovas, nominato Primo ministro nel 1875, progettò un sistema basato sulla rotazione pacifica dei due partiti al potere: il Partito conservatore e il Partito liberale. Il sistema di rotazione consentiva un'alternanza pacifica del potere, che pose fine temporaneamente ai colpi di stato militari. Tuttavia, questo cambiamento tenne lontane dal potere anche le forze di sinistra, il movimento operaio, il regionalismo e il nazionalismo. Le rotazioni del potere non erano espressione della volontà degli elettori, bensì il risultato di patti tra i leader dei partiti. Una volta concordata l'alternanza, si è seguito il seguente ordine: Il re nominò un nuovo capo del governo e gli concesse il decreto di scioglimento delle Cortes. Il nuovo governo indisse elezioni truccate, i cui risultati furono ottenuti tramite la "classificazione" (l'assegnazione preventiva dei seggi in modo che il partito che sarebbe salito al potere ottenesse la maggioranza). Su questa base giuridica sarebbe stato costruito il sistema politico monarchico del governo parlamentare di quello che storicamente è passato alla storia come il periodo della Restaurazione, epoca in cui, con l'aiuto di pratiche elettorali fraudolenti, il Partito Liberale-Conservatore, o Partito Conservatore, e il Partito Liberal-Fusionista, o Partito Liberale, si alternarono per quasi mezzo secolo al governo, fino al colpo di Stato del Generale Miguel Primo de Rivera, tenutosi il 13 settembre 1923 che diede iniziò ad una dittatura militare e che portò alla caduta della monarchia nel 1931 e la conseguente proclamazione della repubblica. 

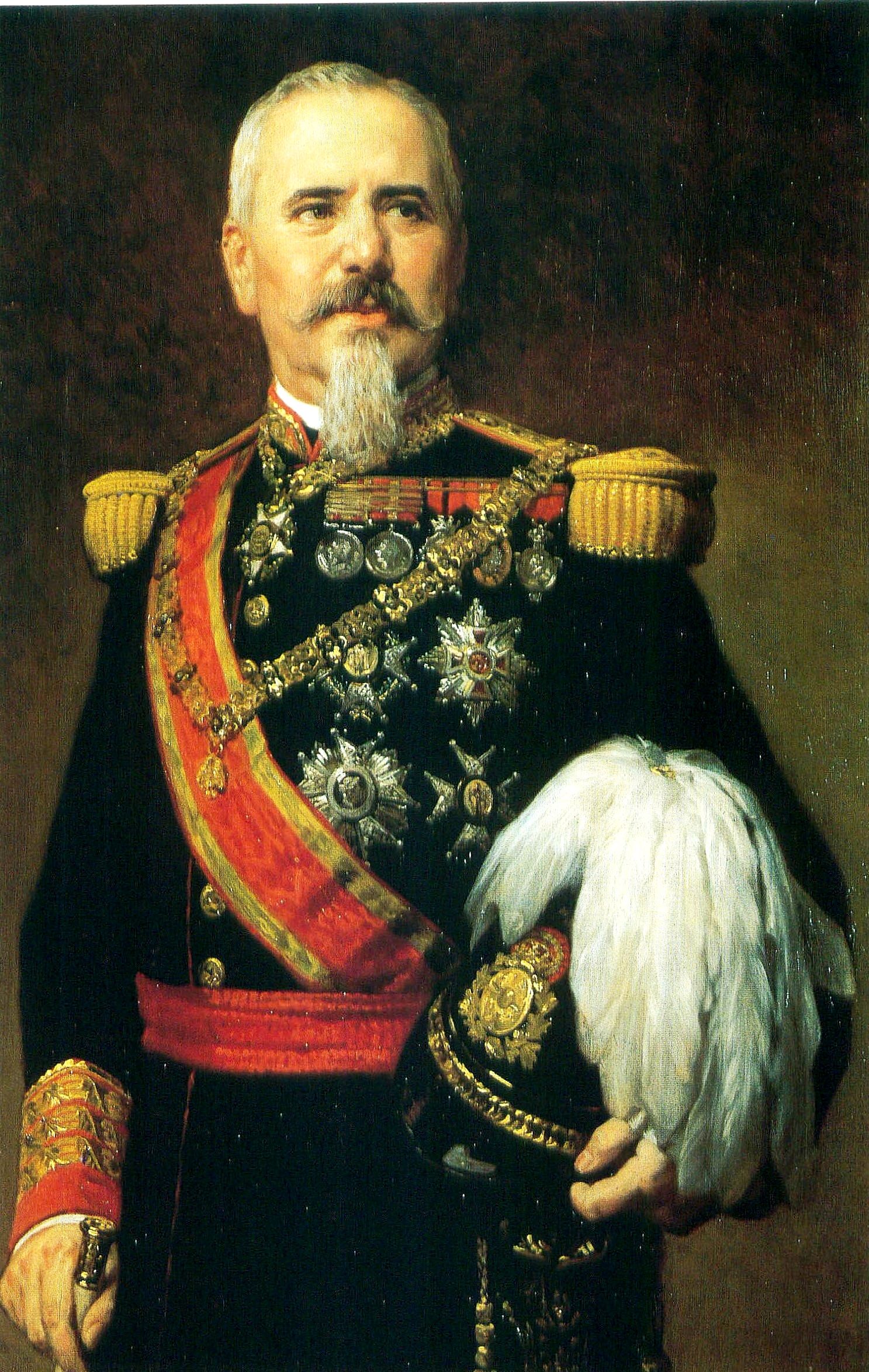
Il Generale Arsenio Martínez Campos y Antón, di Federico de Madrazo, 1889, Palazzo del Senato.

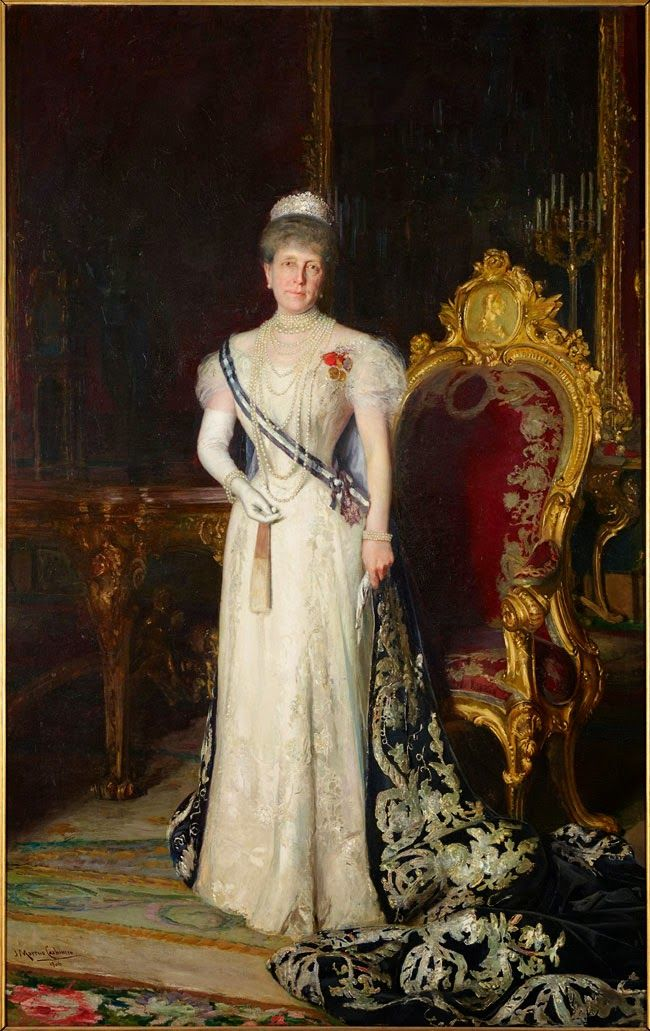
Maria Cristina d'Asburgo-Teschen, di José Moreno Carbonero nel 1906, a Palazzo Reale di Madrid.

Dopo le guerre carliste, l'ordine interno continuò ad essere spesso minacciato da sommosse repubblicane, soppresse dall'intervento dell'esercito, come i moti di Badajoz nel 1883, di Gerona e Saragozza nei due anni seguenti. Furono tutti prontamente domati, ed il principio monarchico aumentò sempre più fra la popolazione, durante il regno di Alfonso XII. Giovò molto a tale effetto l'uso adottato dal re di visitare le provincie e le regioni colpite da sinistri. Alfonso fu comunque oggetto di due attentati da parte di fanatici, uno ad Oliva nel 1878 ed un altro a Otero nel 1879. Da entrambi uscì illeso, e se ne accrebbe la sua popolarità. Durante il suo regno, si succedevano numerosi governi, meno rapidamente dei suoi predecessore, ma pur sempre frequenti; si alternarono al potere Cánovas del Castillo, Martínez Campos, Sagasta, Romero-Robledo, che furono i maggiori parlamentari spagnoli del tempo. Un atto importante del regno fu l'abolizione della schiavitù a Cuba, riforma assai contrastata, che causò il governo Martínez Campos, ma fu finalmente approvata dalle Cortes nel dicembre 1879. Alfonso XII morì il 25 novembre 1885, tre giorni prima del suo ventottesimo compleanno, nel Palazzo Reale di El Pardo; al tempo la moglie, la regina Maria Cristina, era incinta del loro unico figlio maschio che al momento della nascita, avvenuta nel 1886, divenne Alfonso XIII, re di Spagna affiancato però dalla Reggenza della madre, ormai regina vedova. Durante il regno di re Alfonso XII, l'economia spagnola era fortemente incentrata sui prodotti agricoli. In quel periodo si verificò l'industrializzazione regionale in Catalogna e nei Paesi Baschi, e la costruzione delle ferrovie nella seconda metà del XIX secolo contribuì ad alleviare in parte l'isolamento dell'entroterra, ma nel complesso la situazione non cambiò molto per gran parte del paese, poiché prevalevano instabilità politica, rivolte e governi instabili. rallentato o indebolito il progresso economico.

### Alfonso XIII (1886 - 1931)

#### L'Encasillado

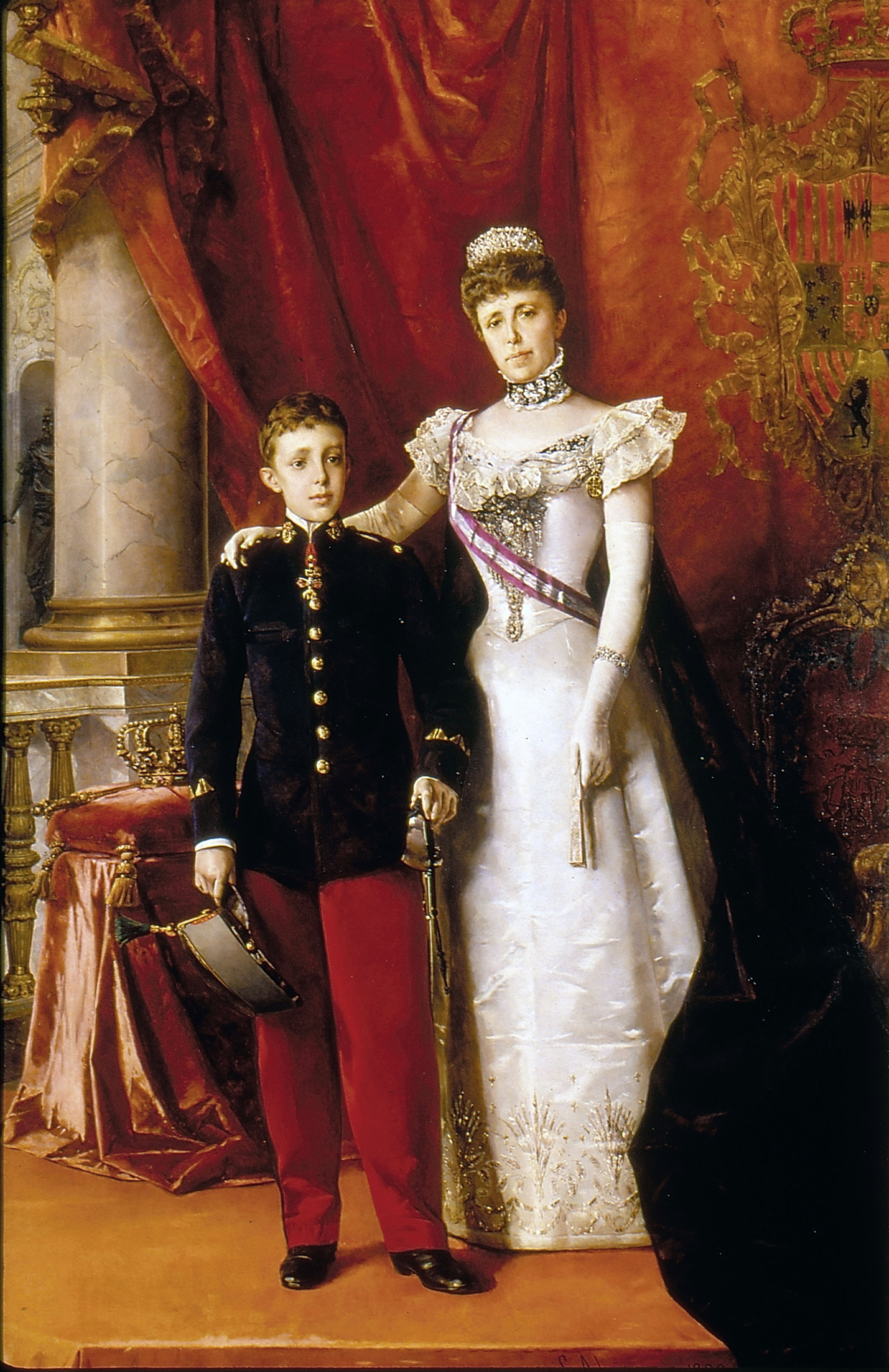
Alfonso XIII e Maria Cristina, di Luis Álvarez Catalá, nel 1898, oggi al Palazzo del Senato (Madrid).

Con la morte di Alfonso XII, la moglie, la regina Maria Cristina d'Asburgo-Teschen, assunse la Reggenza del figlio che era ancora nella sua pancia; Alfonso XIII nascerà poi l'anno seguente, nel 1886. Dopo la morte del re Alfonso XII, i leader Cánovas e Sagasta riaffermarono il funzionamento del sistema vigente nel cosiddetto Patto del Pardo, siglato nel 1885. Durante il "lungo governo" di Sagasta (1885-1890) furono approvate diverse riforme politiche: la libertà di insegnamento, di associazione e di stampa nel 1887, che implicava l'eliminazione della censura, ed il suffragio universale maschile nel 1890. Tuttavia, il sistema di rotazione continuò a basarsi sulla falsificazione delle elezioni, sebbene il suffragio universale maschile consentisse ai repubblicani di ottenere alcuni rappresentanti nelle città in cui non era praticato il caciquismo, ovvero una frode elettorale del sistema attuale. La chiave della manipolazione elettorale era nelle mani dei "cacicchi", che erano responsabili dell'attuazione dei risultati elettorali concordati dalle élite del partito. I cacicchi erano persone ricche e influenti provenienti dalla Spagna rurale, come proprietari terrieri, usurai, notai o commercianti, che seguivano le istruzioni del governatore civile di ogni provincia e truccavano le elezioni secondo l'"encasillado" (classificazione) concordato dalle élite politiche. I metodi utilizzati dai boss locali durante le elezioni erano molto vari: violenza e minacce, scambio di voti per ottenere favori o semplicemente imbrogli e manipolazioni (un metodo noto come "pucherazo").

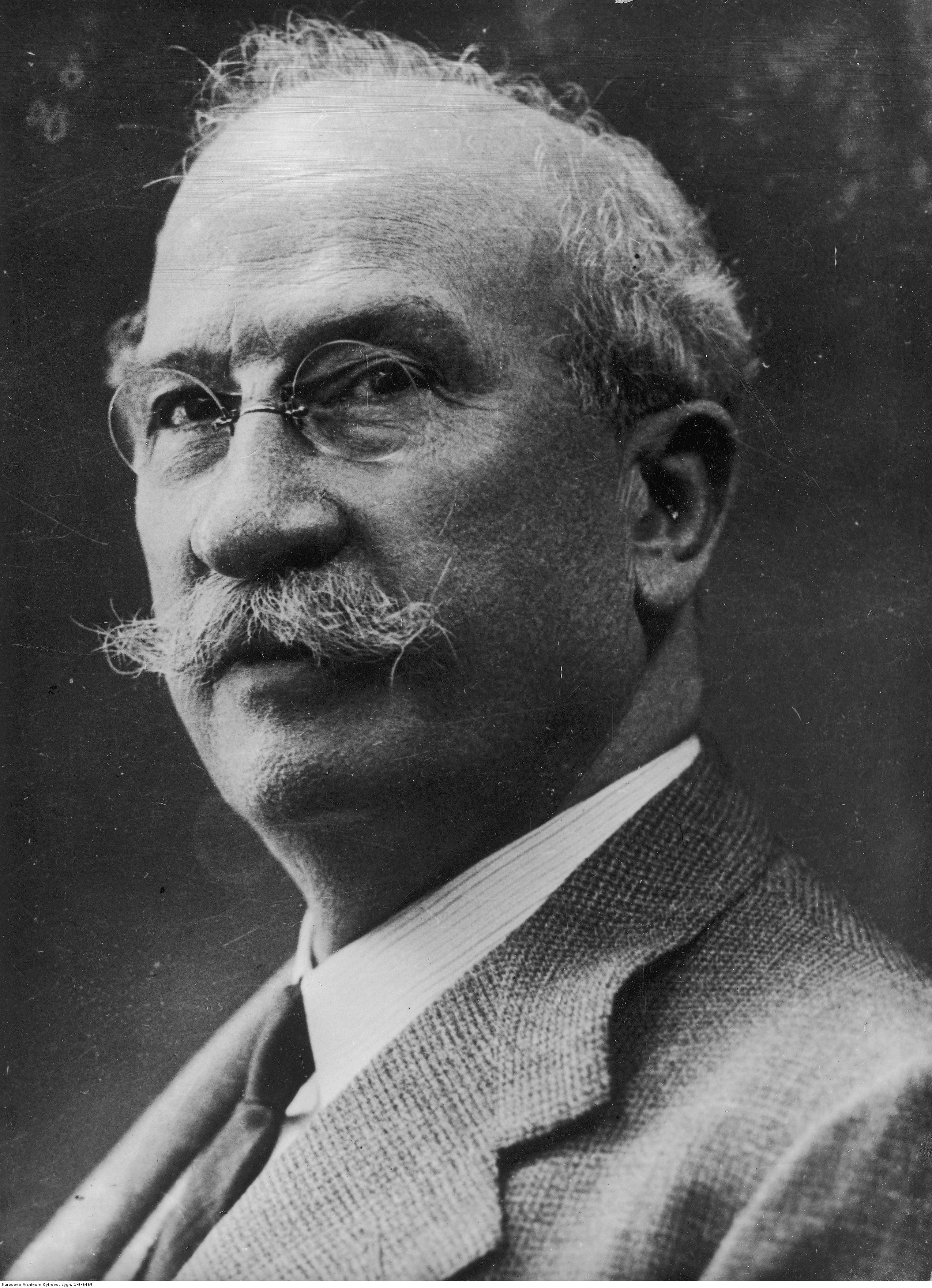
Alejandro Lerroux, fondatore del Partito Repubblicano Radicale.

Diversi furono i gruppi politici e sociali che si opposero al regime della Restaurazione, inizialmente con scarso successo, come i Carlisti: un movimento tradizionalista che aveva rinunciato alle armi dopo aver guidato diverse insurrezioni nel corso del XIX secolo ed era forte solo nei Paesi Baschi e in Navarra. Un altro gruppo rivoluzionario era formato dai partiti repubblicani. Tali movimenti rivoluzionari erano costituiti dalle classi medie urbane, che difendevano la democratizzazione del regime e varie riforme sociali. Tra questi spiccava il Partito Repubblicano Radicale, fondato nel 1908 da Alejandro Lerroux. C'era anche il movimento operaio, composto da anarchici e socialisti che si erano organizzati nella sezione spagnola dell'AIT (Associazione Internazionale dei Lavoratori), emersa durante il Sessennio democratico, e che furono repressi dopo il colpo di stato del generale Manuel Pavía nel 1874. Come nel resto d'Europa, la scissione tra Karl Marx e Mikhail Bakunin al Congresso dell'Aia nel 1872 portò alla scissione delle forze operaie tra gli anarchici che costituirono il gruppo maggioritario in Spagna, per poi fondare la Federazione dei Lavoratori della Regione Spagnola nel 1881 e la Confederazione Nazionale del Lavoro (CNT) nel 1910, ed i socialisti che formarono un gruppo minoritario in Spagna e nel 1879 fondarono il Partito Socialista Operaio Spagnolo (PSOE) e nel 1888 l'Unione Generale dei Lavoratori (UGT). Vi era poi un'opposizione intellettuale, formata da pensatori, professori universitari e romanzieri che si opponevano al sistema della Restaurazione, considerandolo un ostacolo alla modernizzazione del Paese. Altri due movimenti contrari al regime erano il regionalismo ed il nazionalismo, entrambi diffusi in tutta la Catalogna e nei Paesi Baschi.

#### Movimenti separatisti

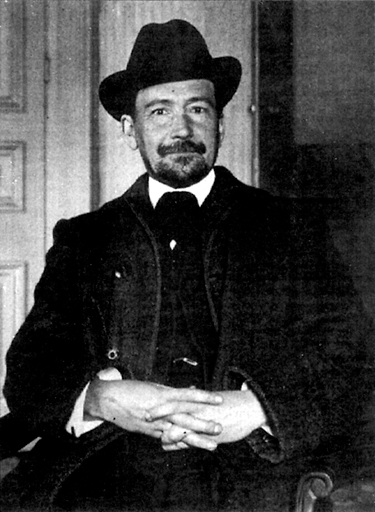
Nicolás de Viar y Egusquiza, maggiore nazionalista basco.

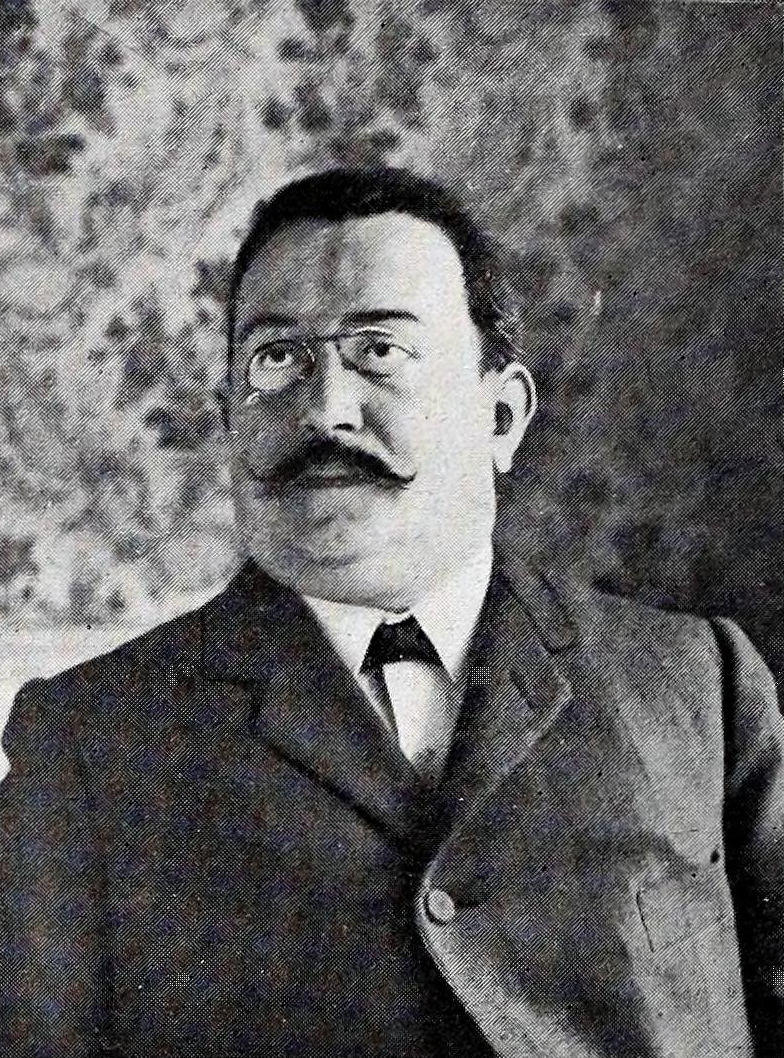
Fotografia di Enric Prat de la Riba (1870 - 1917), nazionalista catalano.

Alla fine del XIX secolo, in Catalogna e nei Paesi Baschi nacquero movimenti che mettevano in discussione l'esistenza di un'unica nazione spagnola: i movimenti nazionalisti sostenevano che la Catalogna e i Paesi Baschi erano nazioni (in termini di lingua e cultura) e, di conseguenza, avevano diritto all'autogoverno. Questi movimenti spaziavano dall'autonomismo all'indipendenza o al separatismo. In Catalogna, il sentimento nazionalista si rafforzò nel corso del XIX secolo tra la borghesia, che stava guidando una rivoluzione industriale. Il regionalismo e il nazionalismo in Catalogna si sono sviluppati negli anni 1830s, quando ebbe inizio la Renaixença, un movimento intellettuale e letterario basato sul recupero della lingua catalana. Nel 1882 Valentín Almirall creò il Centre Català, un'organizzazione politica che rivendicava l'autonomia catalana. Nel 1891, Enric Prat de la Riba fondò l'Unió Catalanista (Unione Catalana), un gruppo conservatore e cattolico che adottò un programma di autogoverno ma non di separatismo. Nel 1901 nacque la Lega Regionalista, un partito conservatore, cattolico e borghese con due obiettivi principali: l'autonomia politica della Catalogna all'interno della Spagna e la difesa degli interessi economici degli industriali catalani (attraverso politiche protezionistiche). 

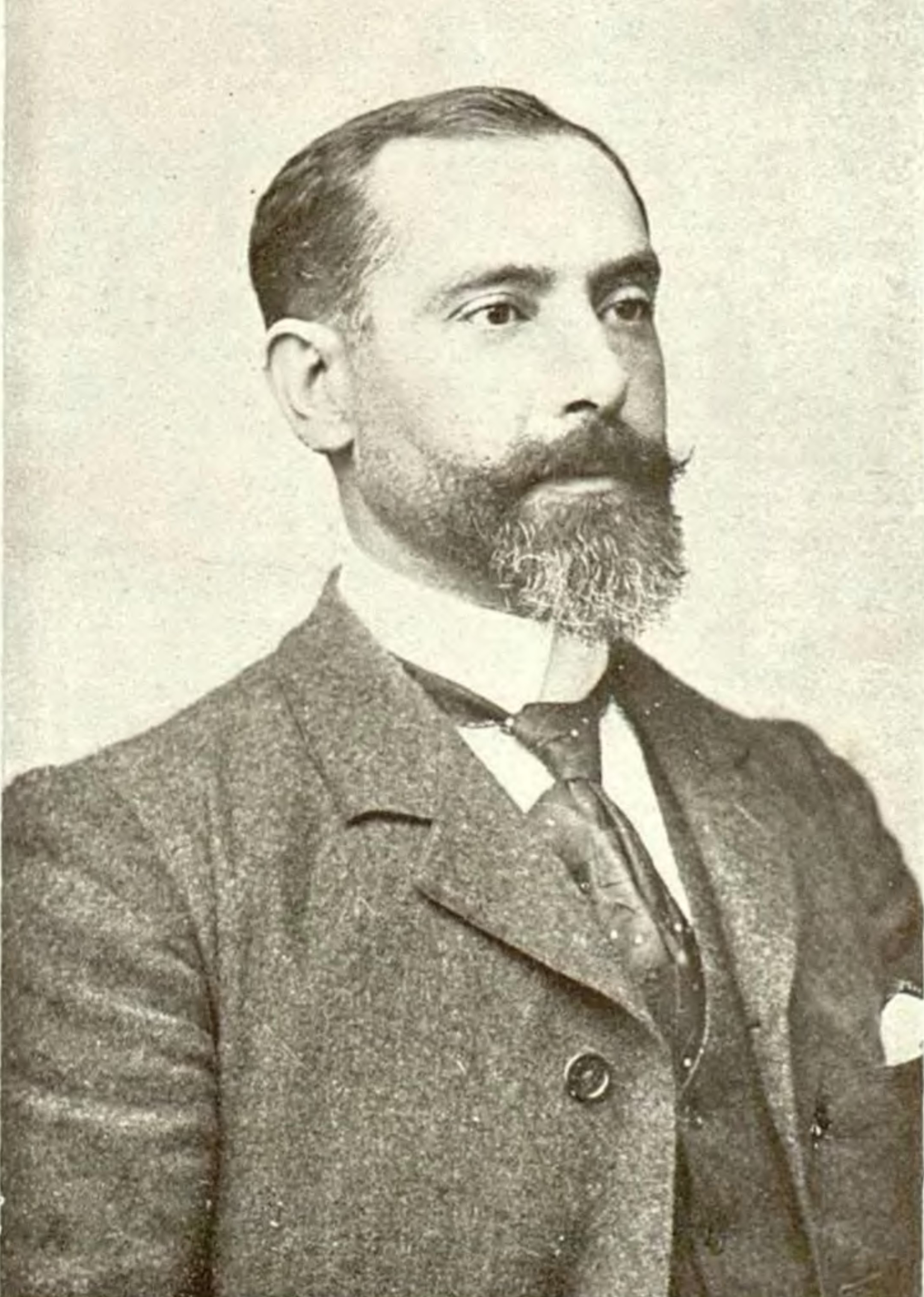
Il nazionalista basco Sabino Arana

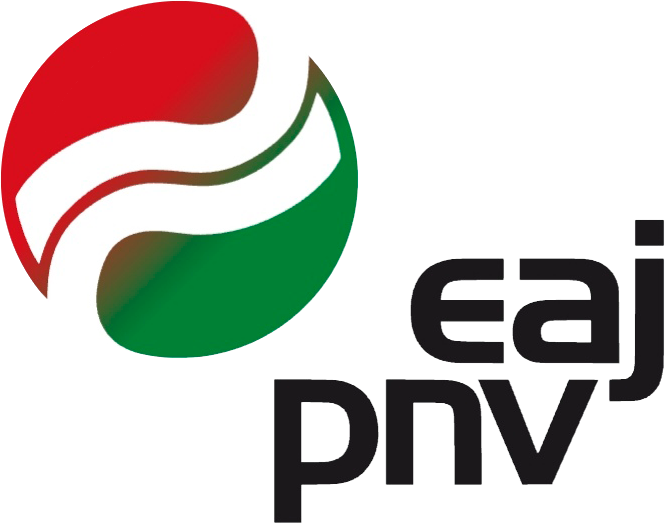
Simbolo del Partito Nazionalista Basco, ancora oggi esistente.

Il nazionalismo catalano si diffuse tra la borghesia e i contadini, mentre la classe operaia si identificò ampiamente con l'anarchismo. Nei Paesi Baschi, la borghesia biscaglina, arricchita dalla nascente rivoluzione industriale, diede impulso al nazionalismo basco. Il Partito Nazionalista Basco (PNV), in basco Euzko Alderdi Jeltzalea (EAJ), fu fondato nel 1895 da Sabino Arana Goiri, che formulò i fondamenti ideologici del nazionalismo basco: I'indipendenza di Euskadi (Paesi Baschi), il cui obiettivo era la creazione di uno Stato basco indipendente, esaltazione dell'etnia basca, il cui obiettivo era quello di mantenere la “purezza razziale” basca, fondamentalismo religioso cattolico, che proponeva la subordinazione dello Stato alla Chiesa, la baschizzazione della società basca ed il rifiuto dell'influenza culturale spagnola, considerata estranea e dannosa. Furono promosse la lingua e le tradizioni culturali basche. Atri fondamenti per l'indipendenza basca erano l'idealizzazione e apologia di un mitico mondo rurale basco. Era in contrasto con la società industriale considerata "spagnola", il conservatorismo ideologico, sia in ambito sociale che politico, che portò ad uno scontro con il PSOE, la principale organizzazione dei lavoratori di Vizcaya. Il nazionalismo basco si diffuse soprattutto tra la piccola e media borghesia e nel mondo rurale. La borghesia industriale e finanziaria prese le distanze dal nazionalismo e il proletariato urbano aderì in larga parte al socialismo.

#### La fine dell'Impero

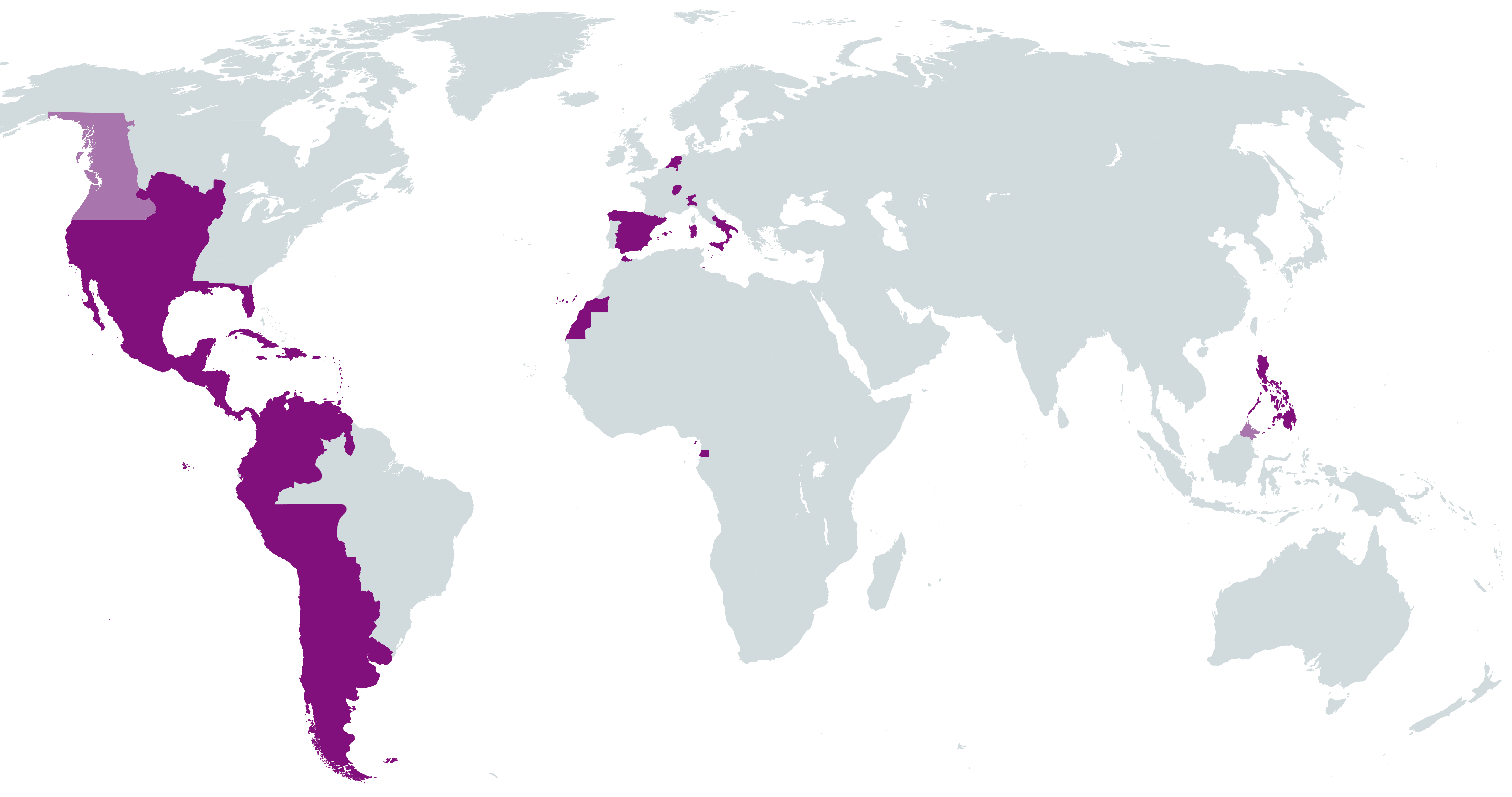
Mappa della massima espansione dell'Impero spagnolo.

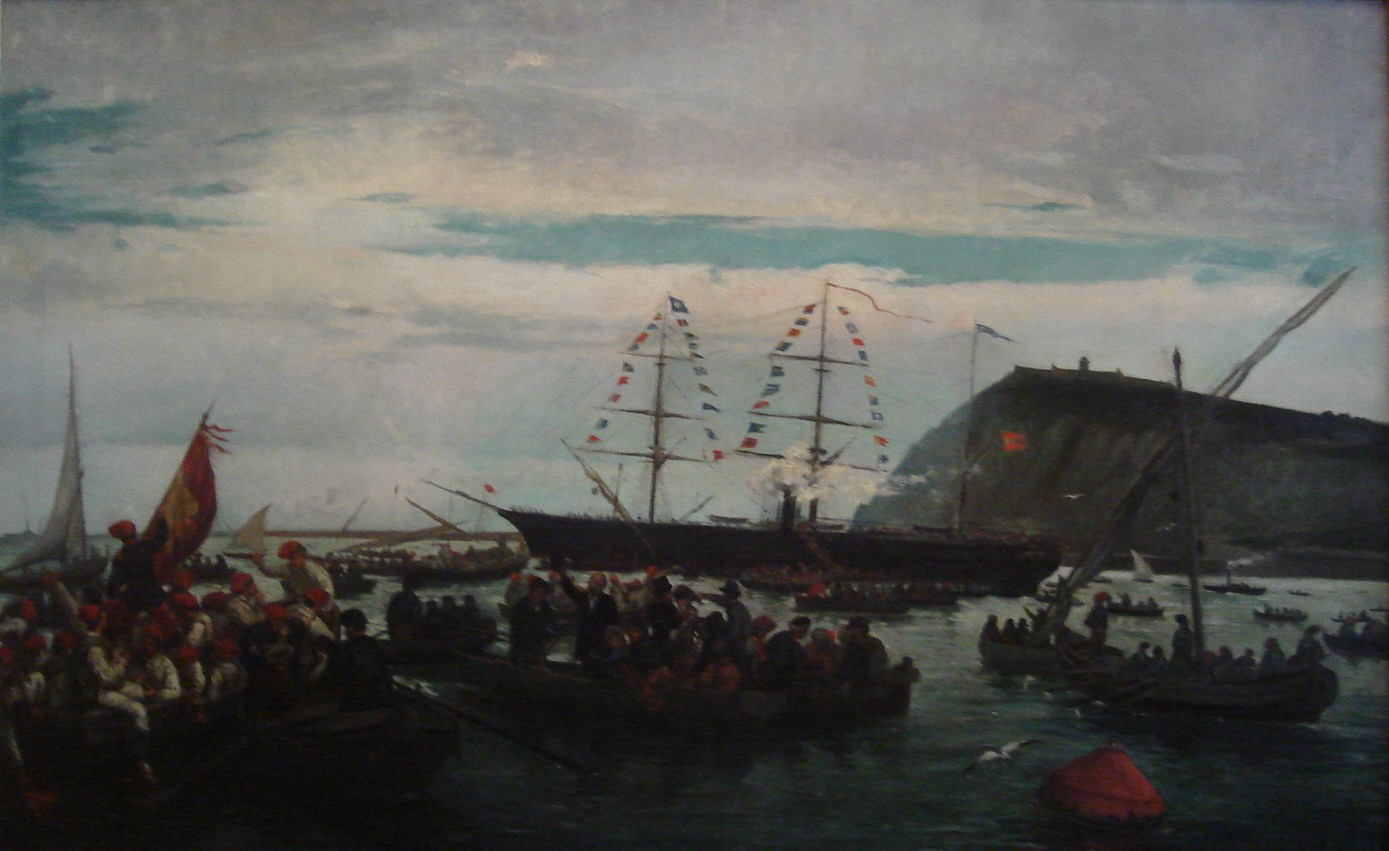
Dipinto dell'imbarco dei volontari catalani nel Porto di Barcellona.

Durante il XIX secolo, l'Impero spagnolo si sgretolò lentamente a partire dall'indipendenza; le prime a staccarsi dalla Spagna furono i territori americani (Messico, America centrale, Colombia, Venezuela, Perù, Cile, Argentina ed Uruguay). Con l'ascesa al trono di Alfonso XIII, la Spagna possedeva le isole di Cuba e Porto Rico, e le Filippine in Asia. Le isole caraibiche erano molto redditizie per la Spagna, in quanto Cuba divenne il principale produttore di zucchero del mondo, le cui piantagioni erano sfruttate da schiavi, e le leggi tariffarie imposte dal governo spagnolo trasformarono questi territori in un "mercato prigioniero" per i tessuti catalani e la farina castigliana. Nelle Filippine, la popolazione spagnola era minore ed aveva pochissimo capitale investito. Il dominio spagnolo si basava su una ridotta presenza militare e sul potere degli ordini religiosi. Tra il 1868 ed il 1878 scoppiò una Guerra in Cuba, che si concluse con la Pace di Zanjón che, pur rappresentando una vittoria spagnola, costituì un primo avvertimento delle aspirazioni indipendentiste cubane. José Rizal nelle Filippine e José Martí a Cuba emersero come figure chiave del nazionalismo indipendentista filippino e cubano. Nel 1895 scoppiarono nuove insurrezioni indipendentiste nelle colonie spagnole, che sfociarono in un conflitto che costrinse alla deportazione di decine di migliaia di soldati provenienti dalle classi più povere della Spagna in quelle lontane isole. In aiuto ai ribelli cubani giunsero gli Stati Uniti che vedevano in Cuba un grande investimento economico, poiché era la principale produttore di zucchero al mondo, tuttavia la Spagna impediva il libero commercio dei suoi prodotti con gli Stati Uniti ed altri paesi. Gli USA avevano anche interessi geostrategici poiché cercavano di estendere il loro dominio e la loro influenza ai Caraibi e all'America Centrale (quello che chiamavano il loro "cortile di casa"). 

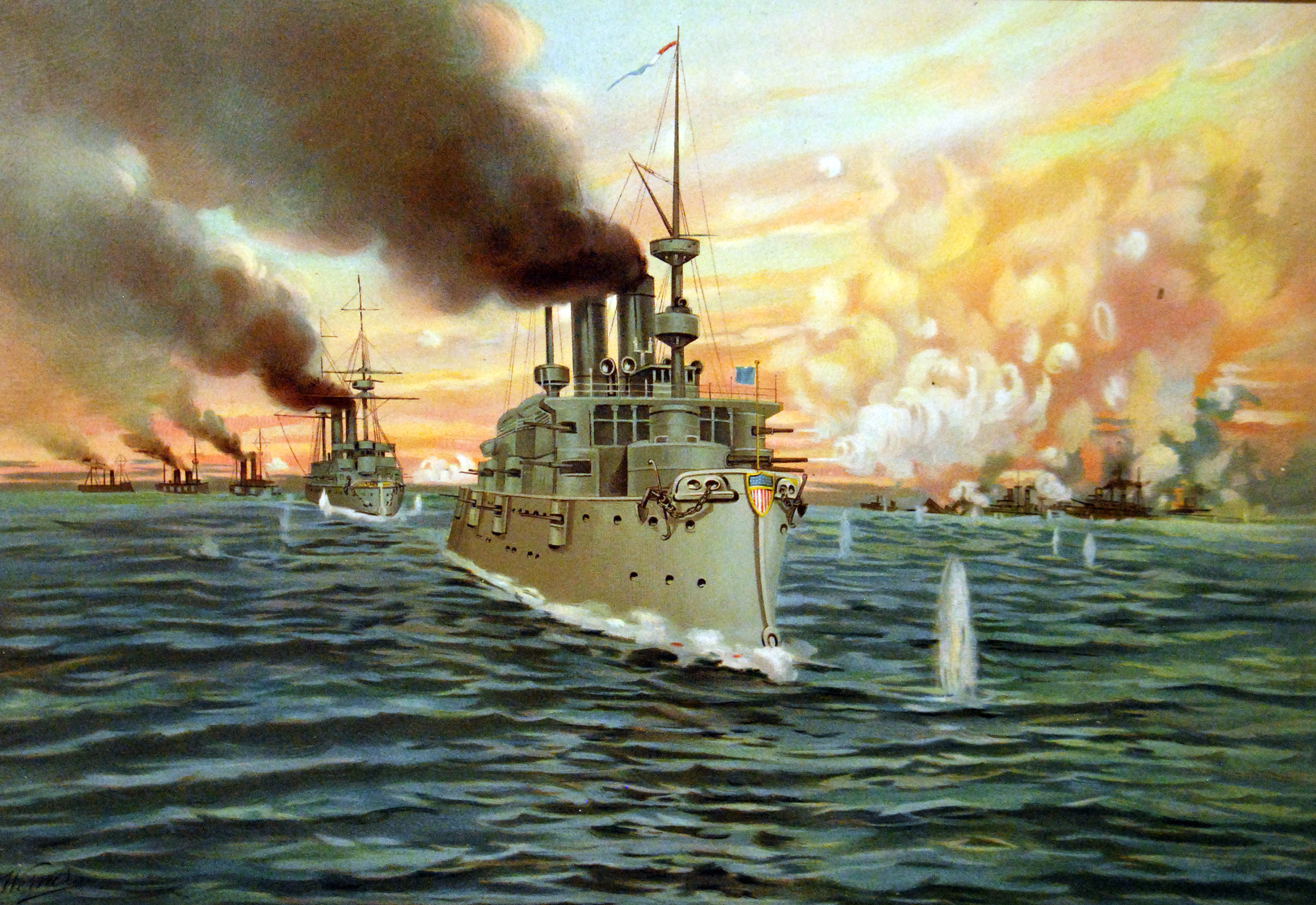
Battaglia nella Baia di Manila.

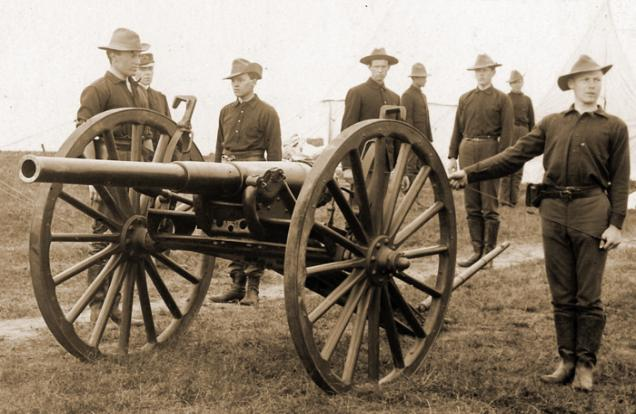
Reparto d'artiglieria americana.

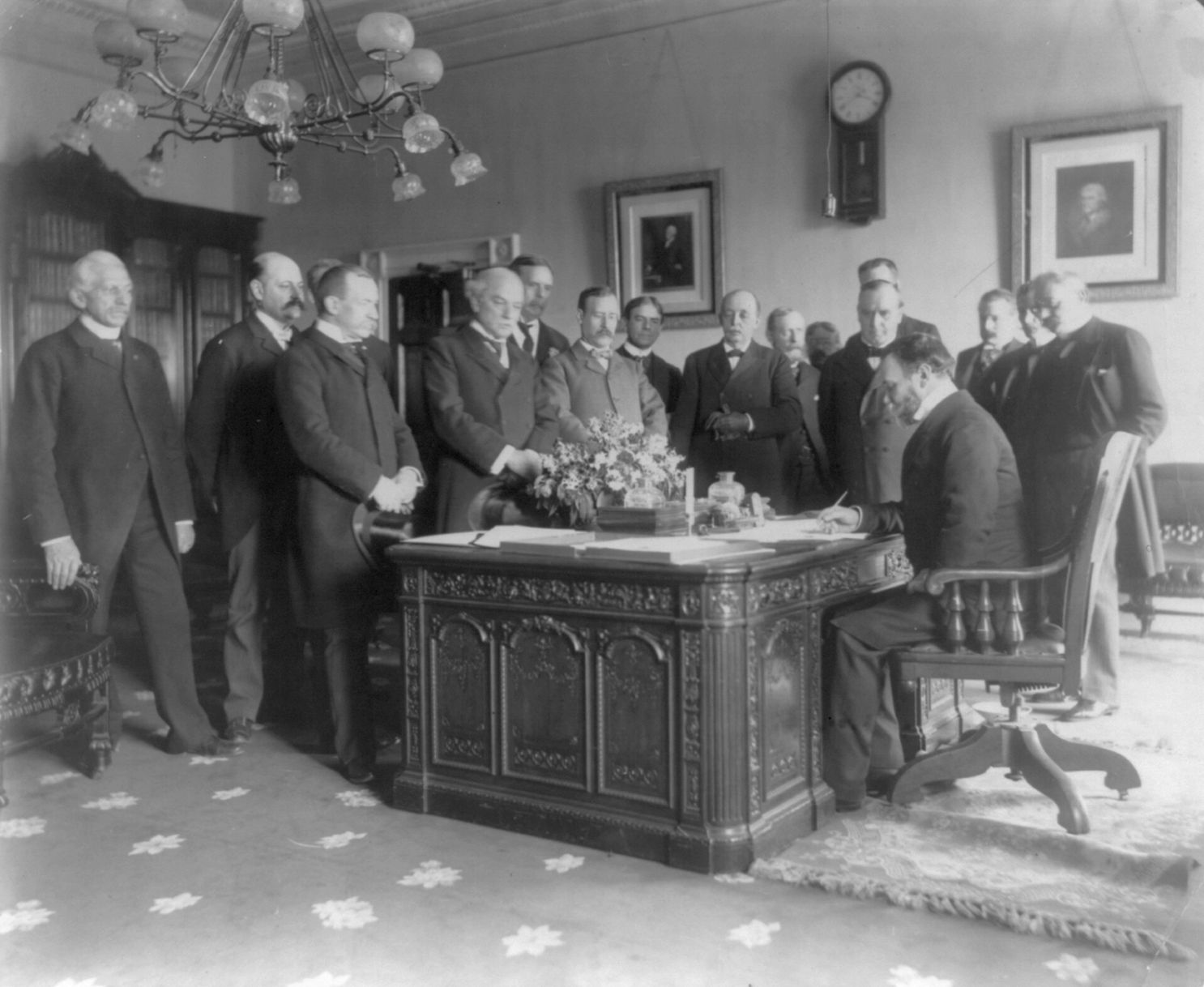
Trattato di Parigi (1898).

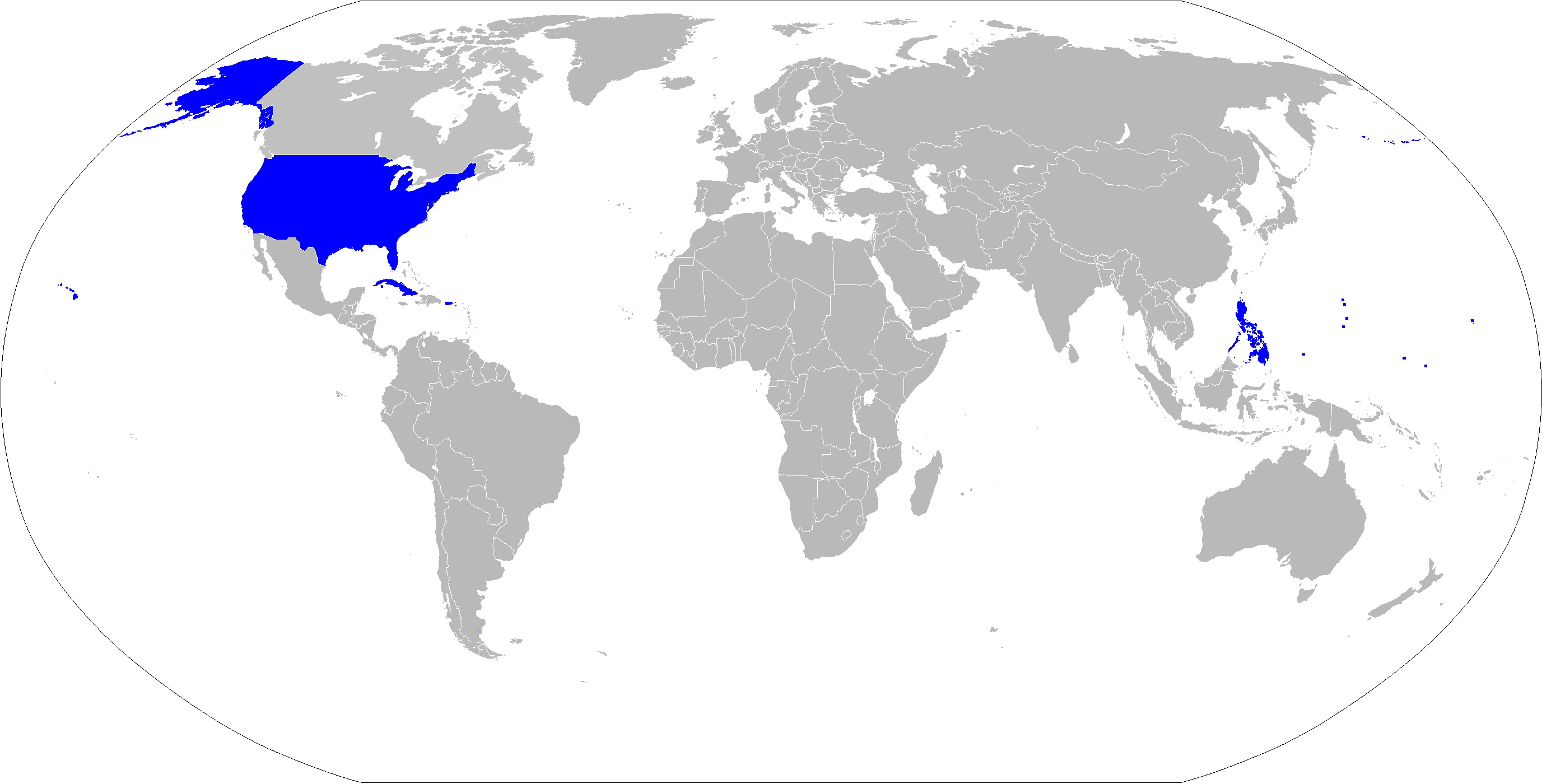
Le colonie degli Stati Uniti dopo la Guerra ispano-americana nel 1898.

Teatro delle operazioni militari furono le Antille spagnole e l’arcipelago delle Filippine. Sul piano terrestre la superiorità spagnola era considerevole, mentre nelle forze navali prevalevano gli Statunitensi, che il 1° maggio distrussero le navi dell'Armada spagnola nella baia di Manila (la città sarebbe caduta in agosto). Il 3 luglio gli Statunitensi prevalsero sugli Spagnoli nella Battaglia navale di Santiago, cui seguì la capitolazione della città. Il 26 luglio l’ambasciatore francese a Washington aprì a nome della Spagna le trattative di pace, ma le condizioni poste dagli USA furono rifiutate e la guerra continuò. A fronte del precipitare delle operazioni militari sempre più a danno della Spagna (la conquistata dell’Isola di Guam, l'occupazione di Porto Rico e la presa di Manila il 7 agosto), dove intanto si profilava la minaccia di una possibile guerra civile, Madrid cedette. Gli Stati Uniti vinsero così la guerra ed ottennero i territori spagnoli di Cuba, Porto Rico e le Filippine, dopo che la Spagna firmò la Trattato di Parigi nel dicembre 1898. In base a questo accordo, la Spagna cedette Porto Rico, le Filippine e Guam agli Stati Uniti. Cuba ottenne l'indipendenza sotto la protezione degli Stati Uniti. Dal punto di vista spagnolo, la perdita delle ultime colonie americane ed asiatiche fu definita il "Disastro del '98" ed ebbe un impatto significativo sulla coscienza nazionale. I governi della Restaurazione furono ritenuti responsabili della morte di decine di migliaia di spagnoli, prima nella guerra contro gli insorti cubani e poi nella guerra contro gli Stati Uniti. L'anno seguente il governo di Francisco Silvela firmò un trattato con la Germania, per il quale le Isole Marianne, Caroline e Palau, ultimi possedimenti spagnoli nel Pacifico, passarono ai tedeschi per la somma di 25 milioni di pesetas.

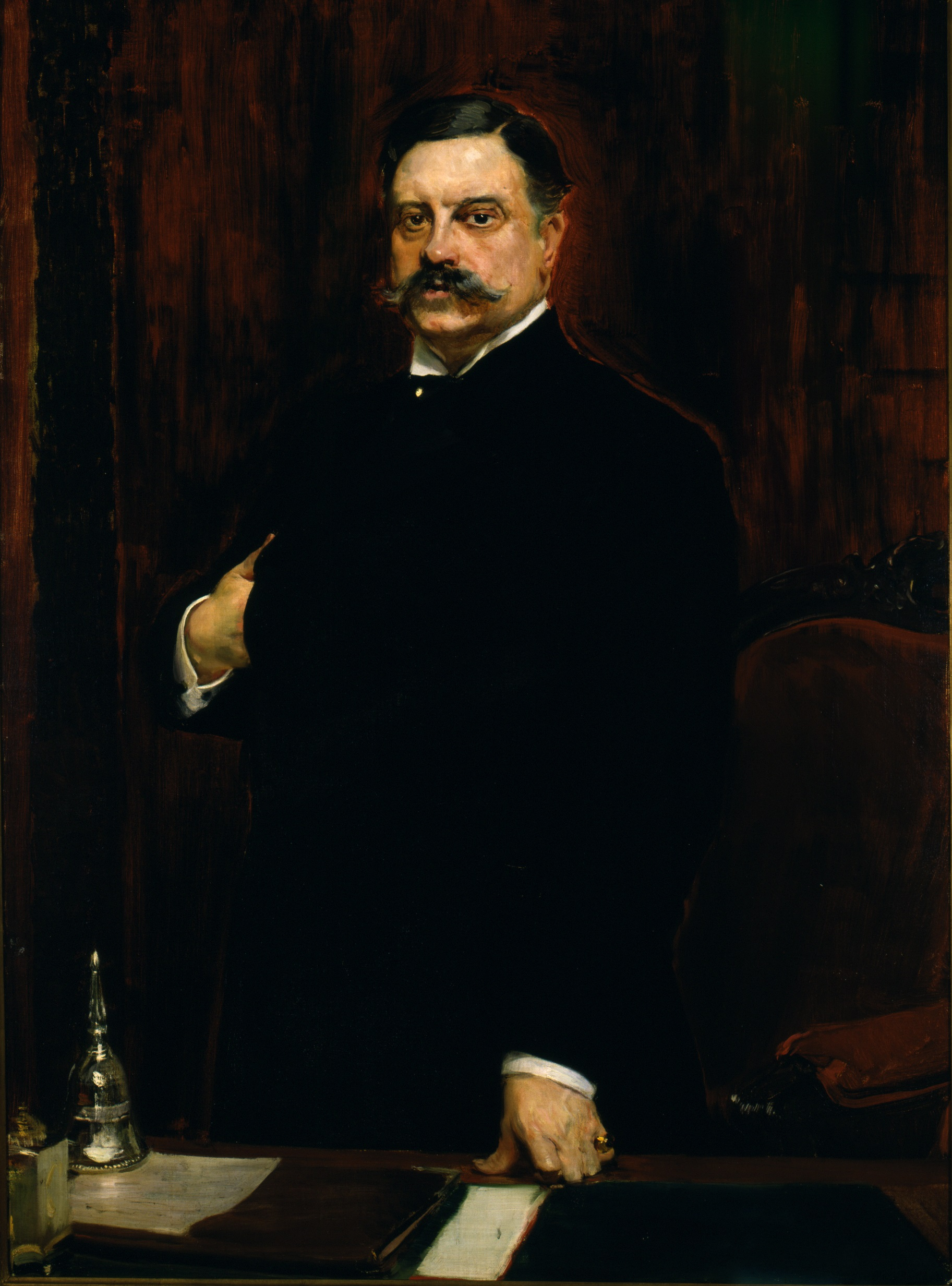
Raimundo Fernández Villaverde.

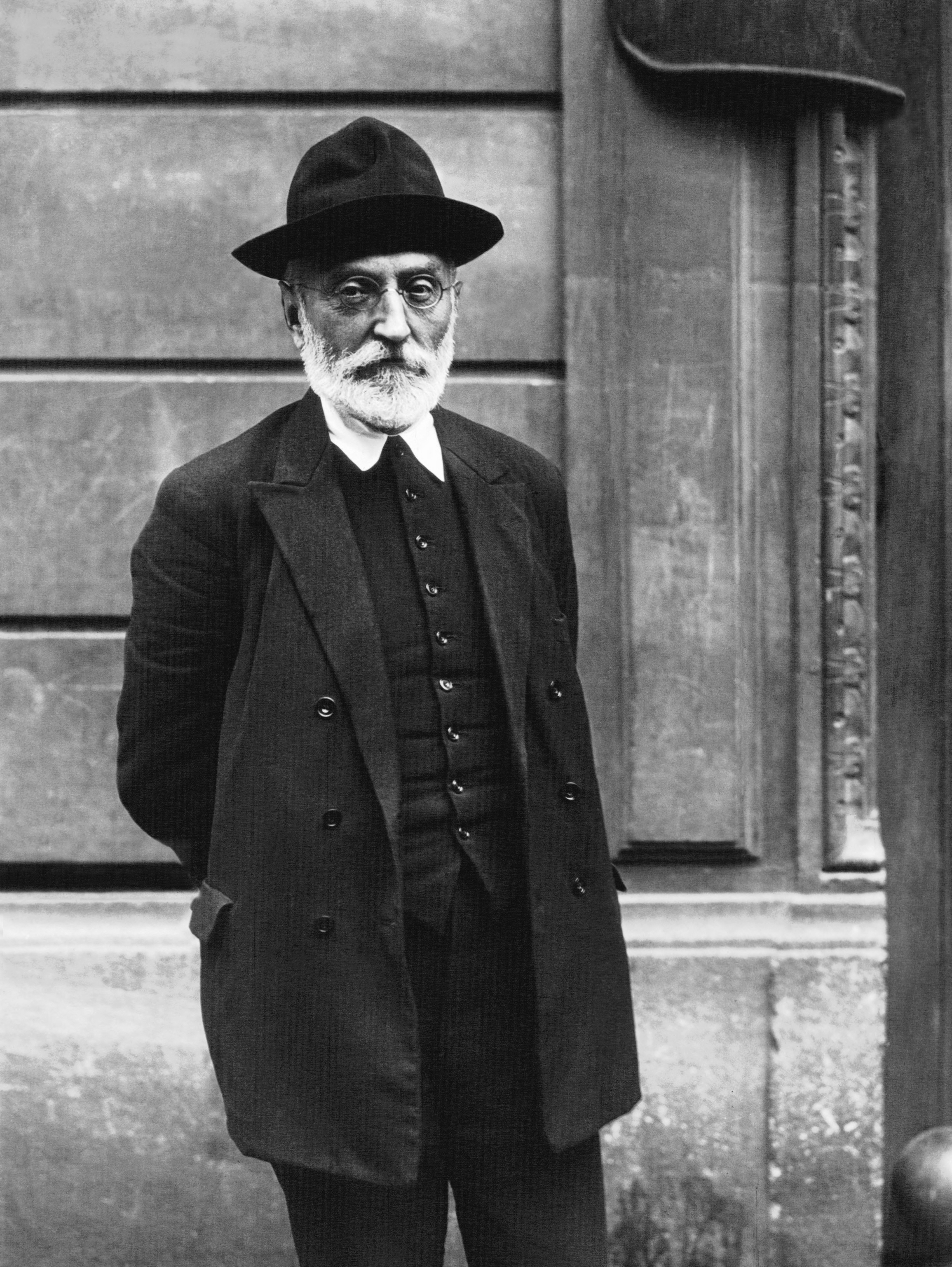
Miguel de Unamuno.

Dal punto di vista economico-finanziario, gli eventi militari del 1898 non furono molto disastrosi per il regno spagnolo: la fine della guerra permise al Ministro delle Finanze Raimundo Fernández Villaverde di attuare alcune riforme del sistema fiscale e dell'emissione del debito, che portarono ad un risanamento della situazione del Tesoro. Per la prima volta da molto tempo, all'inizio del XX secolo, lo Stato spagnolo registrava un surplus, condizionato anche dalla perdita delle colonie comportò un notevole rimpatrio di capitali che vennero investiti nell'economia peninsulare. Tuttavia, la sconfitta e la perdita di oltre 50.000 combattenti provocarono un profondo shock nella società spagnola, espresso sia dai politici del regime canoviano sia dagli oppositori e dagli intellettuali socialisti o repubblicani. Ciò causò una profonda crisi di coscienza nazionale che segnò l'opera critica degli autori della Generazione del '98, come Miguel de Unamuno, Pío Baroja o Ramiro de Maeztu. Furono attuate alcune proposte di riforma politica e modernizzazione, come il rigenerazionismo di Joaquín Costa (con una duplice attenzione alla riforma politica e educativa). Il rigenerazionismo si basava su una critica al sistema caciquista, ritenuto responsabile di aver impedito l'instaurazione di una vera democrazia e la modernizzazione sociale ed economica. Nello stesso periodo si avviò una maggiore presenza di nazionalismi periferici. Per molti spagnoli, la sconfitta del 1898 aveva messo in luce i limiti del regime della Restaurazione e la sua incapacità di affrontare i problemi sociali e di modernizzare il Paese.

#### Primo XX secolo

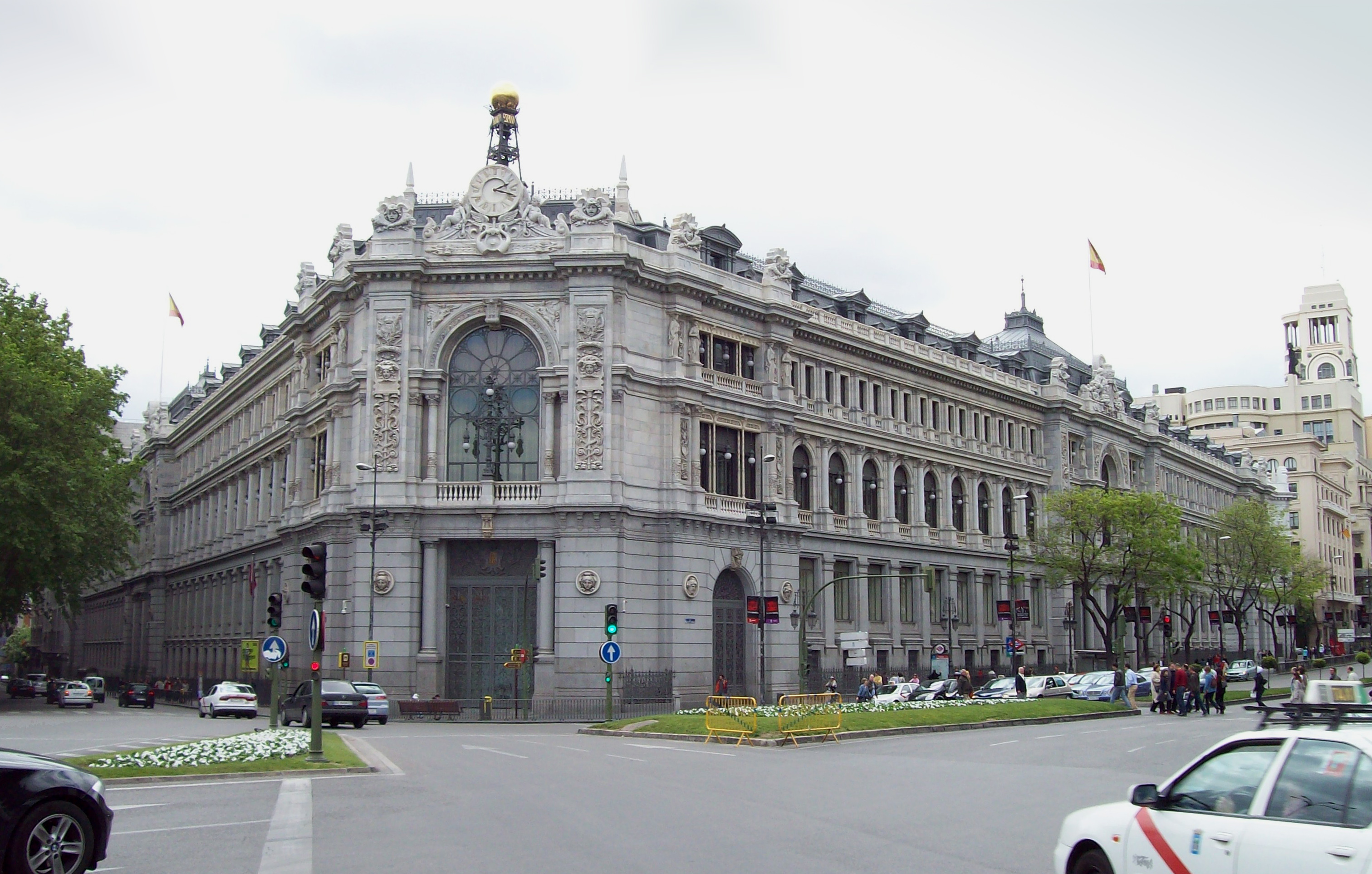
Sede del Banco de España.

Nel 1900 la Spagna era ancora un paese prevalentemente agricolo. Questa situazione non cambiò molto nel corso dei primi decenni del secolo. Tuttavia, si verificarono alcuni cambiamenti significativi nel settore industriale: crebbero l'attività mineraria e la produzione di acciaio, soprattutto nei Paesi Baschi, e si svilupparono nuovi settori, come quello elettrico e chimico. Diversi fattori ostacolarono l'ulteriore crescita industriale: l'eccessiva concentrazione geografica dell'industria in Catalogna e nei Paesi Baschi, la dipendenza dalla tecnologia straniera e la debolezza del mercato interno. Nei primi anni del XX secolo, i governi della Restaurazione attuarono una politica di risanamento delle finanze pubbliche. La riduzione degli interessi sul debito, il controllo delle spese statali e l'aumento delle tasse portarono a un ciclo di nove anni di surplus (1900-1909). Una legge del 1899 trasformò la Banca di Spagna (la banca di Stato), che passò a controllare l'emissione di banconote. Ciò contribuì a limitare l'inflazione e a stabilizzare la peseta, condizione fondamentale per promuovere il commercio estero. In questi anni vennero fondate anche altre banche, come la Banca di Bilbao, la Banca di Vizcaya, la Banca Mercantil de Santander, la Banca Hispanoamericano (fondata con capitali rimpatriati da Cuba) e la Banca Español de Crédito.

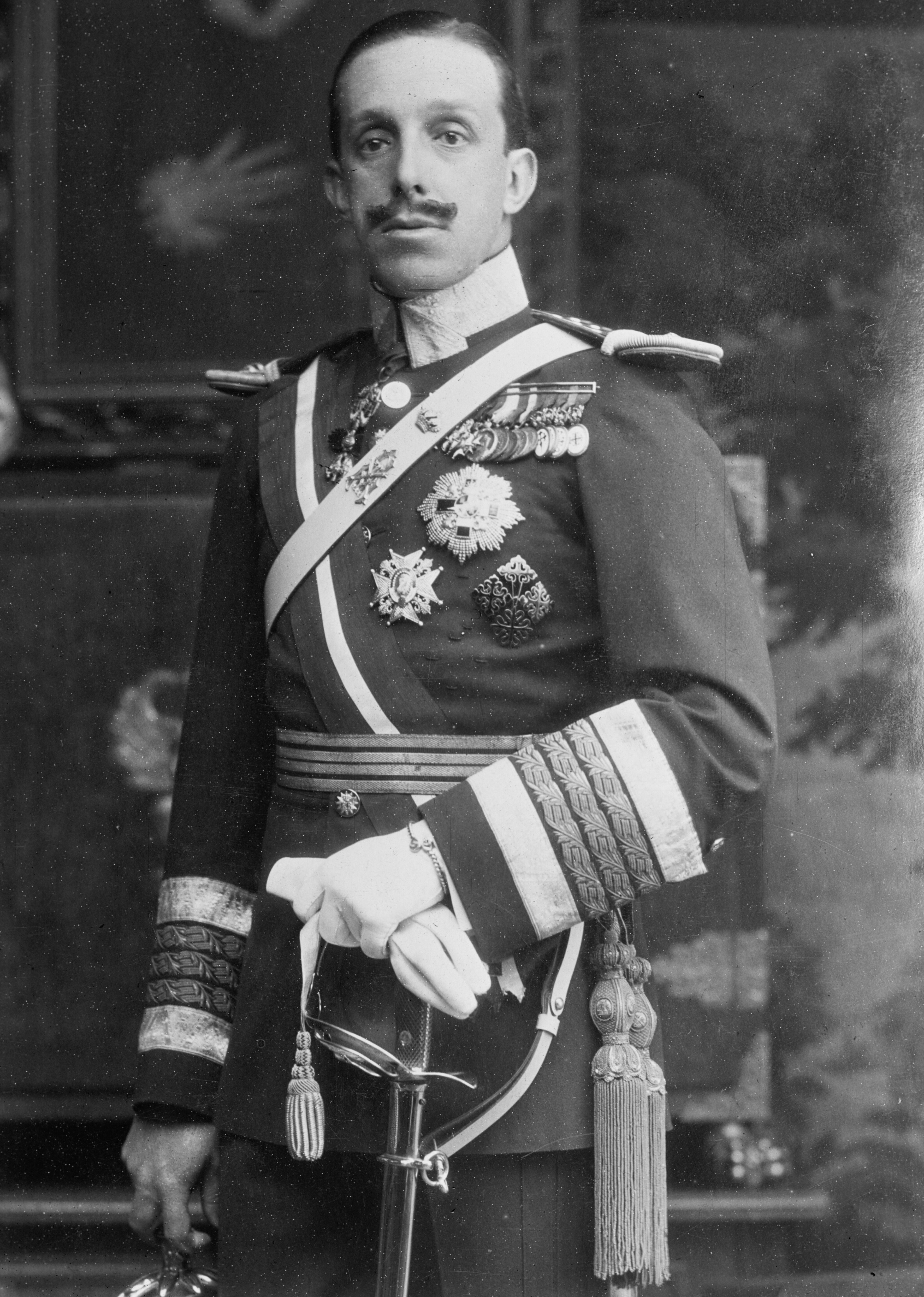
Alfonso XIII di Spagna.

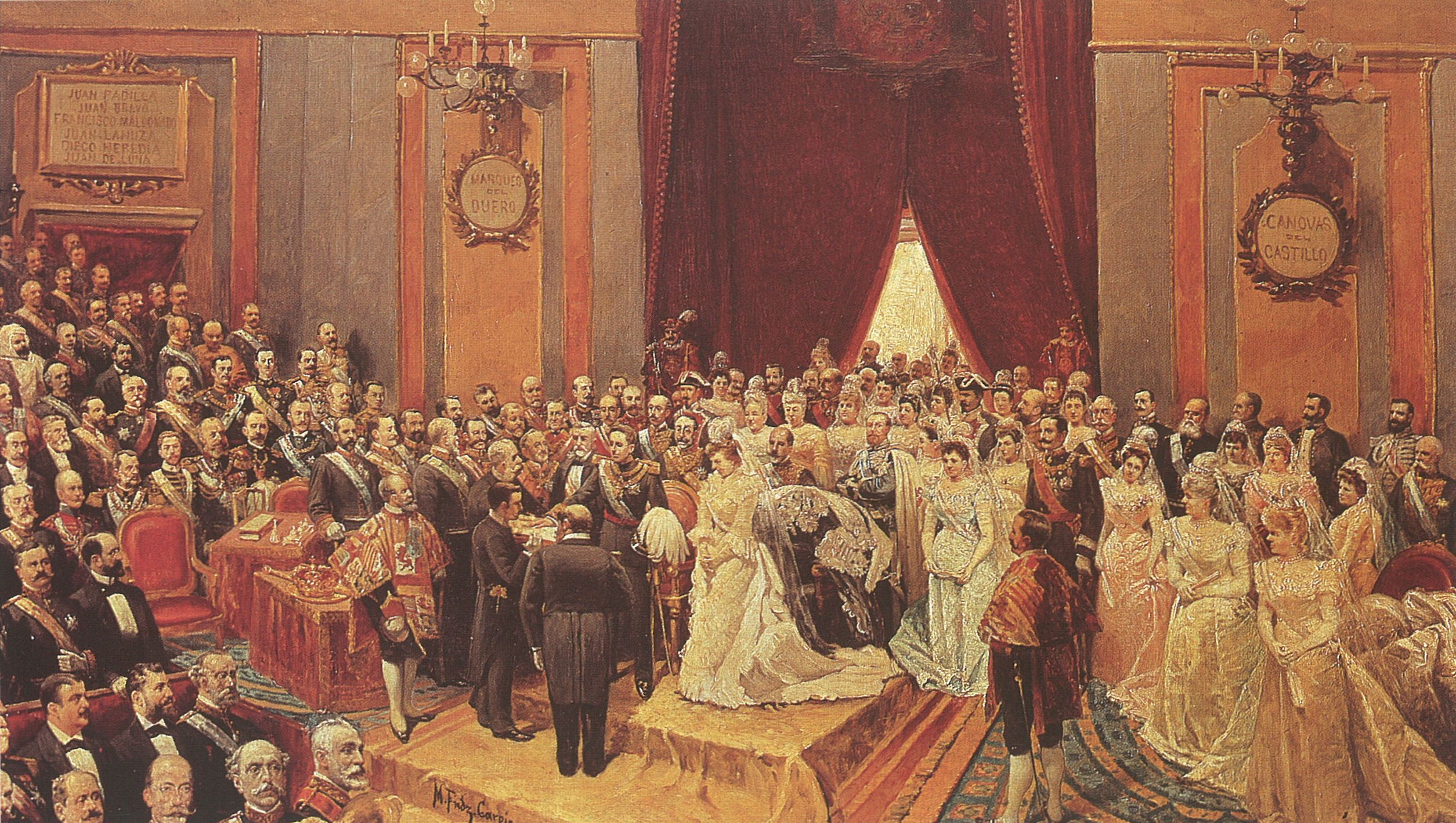
Giuramento di Alfonso XIII.

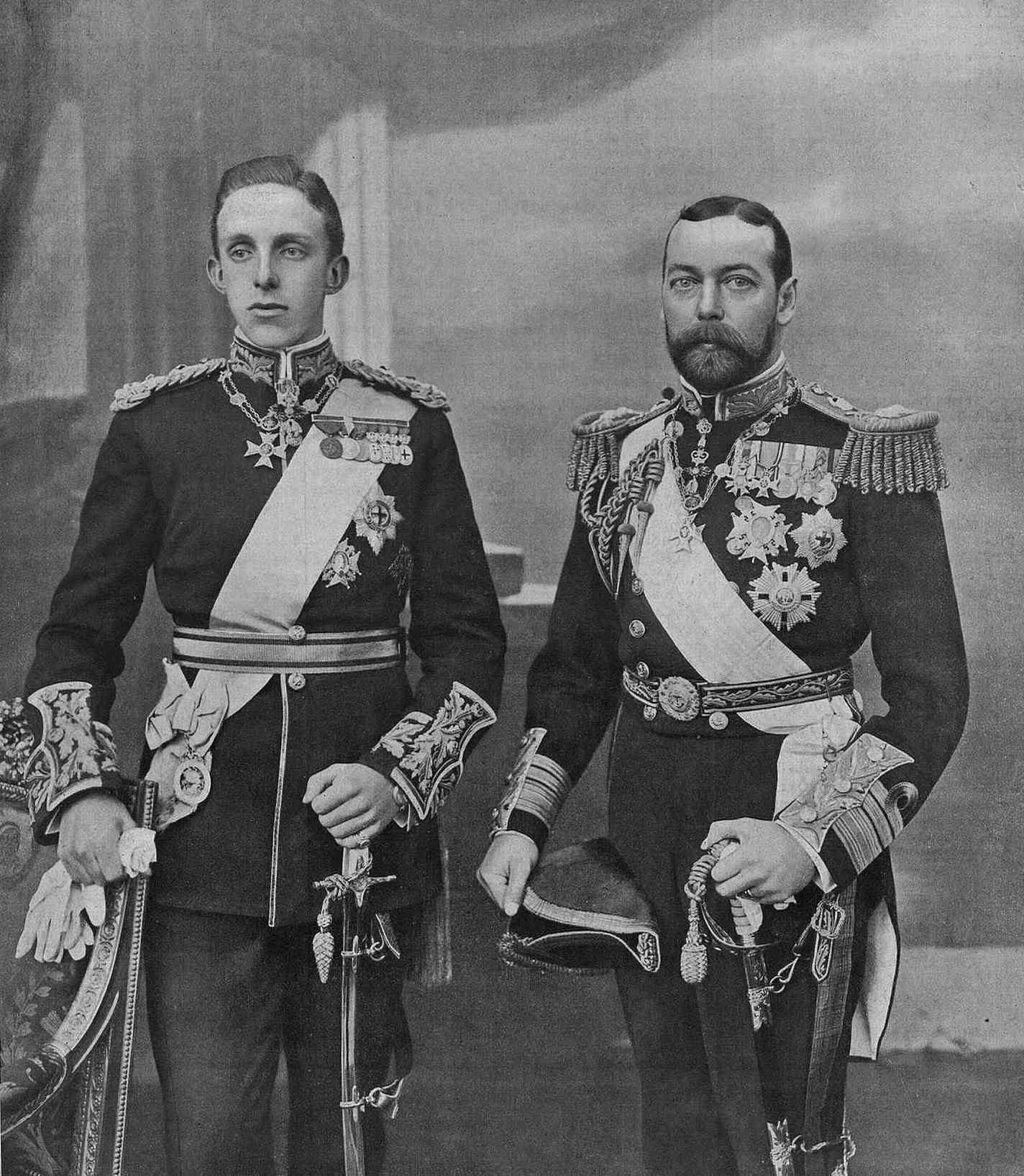
Alfonso XIII di Spagna assieme a Giorgio V del Regno Unito nel 1905.

Nel 1902, Alfonso XIII raggiunse la maggiore età e così la regina Maria Cristina lasciò la reggenza ed il sovrano spagnolo ricevette i pieni poteri. Durante i primi anni del suo regno rimasero in vigore la Costituzione del 1876 ed il sistema di governo alternato. Tuttavia, in quegli anni crebbero anche le richieste del movimento operaio, i disordini politici e le questioni relative al regime della Restaurazione.  Fino al 1923 il sovrano borbonico regnò in conformità con la Costituzione del 1876, ma poi, nel 1923, appoggiò il colpo di stato di Miguel Primo de Rivera e rimase sul trono durante la dittatura. Dopo le dimissioni di De Rivera nel 1930, Alfonso XIII cercò di continuare il suo regno ripristinando la Costituzione del 1876, ma pochi mesi dopo, nell'aprile del 1931, abbandonò il paese a causa della proclamazione della Seconda Repubblica. Tra il 1902 ed il 1923 la Spagna attraversò una crisi politica permanente. Tale situazione era causata dall'interventismo politico del re Alfonso XIII, che non svolse il ruolo di arbitro ma appoggiò i settori più conservatori dell'esercito, finendo per sostenere la dittatura di Primo de Rivera e questo fatto fu decisivo per screditare la monarchia. Un'altra causa era una divisione dei partiti nel sistema attuale (che in precedenza garantiva l'alternanza bipartitica). Ciò fu causato dalla morte di leader storici e da dissensi interni ai partiti. Vi era poi l'indebolimento del caciquismo, fenomeno che andò di pari passo con lo sviluppo urbano del Paese, poiché il caciquismo (regime governativo) operava nel settore agricolo. Si sviluppò poi un'opposizione politica e sociale al regime della Restaurazione, alimentata da repubblicani, nazionalisti, socialisti e anarchici. A differenza del precedente sistema di alternanza tra il Partito Conservatore e il Partito Liberale, i governi di coalizione in vigore dal 1917, erano soggetti ad alleanze e continui cambiamenti. 

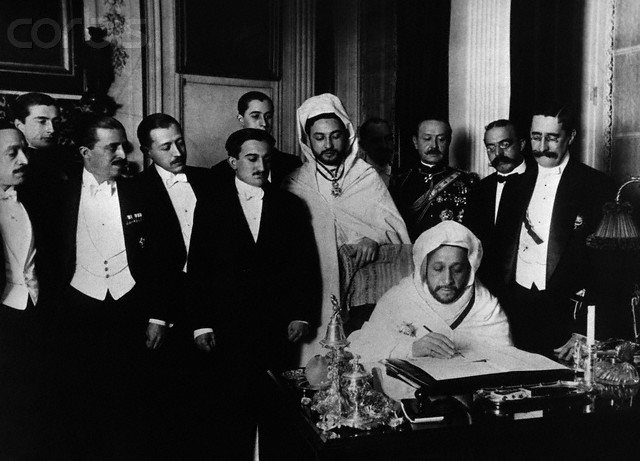
El-Hadj el-Mokri, ambasciatore marocchino in Spagna, firma gli atti della Conferenza di Algeciras.

Né i liberali né i conservatori raggiunsero una maggioranza sufficiente per formare governi solidi. In questo contesto di instabilità politica, il Paese ha sperimentato notevoli problemi sociali: l'intensificazione delle lotte sociali (le posizioni dei datori di lavoro e dei lavoratori divennero sempre più contrastanti), la “questione religiosa”, che aumentò le proteste contro il potere della Chiesa, soprattutto nell'istruzione. L'anticlericalismo si diffuse tra gran parte della popolazione urbana e delle classi lavoratrici. Vi era inoltre la “questione militare”, che prevedeva che l'Esercito, sconfitto nella Guerra ispano-americana del 1898, ricevette crescenti critiche dai gruppi di opposizione (repubblicani, socialisti e nazionalisti). Il consolidamento del movimento nazionalista in Catalogna e nei Paesi Baschi. I partiti al potere non hanno avviato alcuna trattativa. Un ultimo punto a sfavore della situazione spagnola era il “problema marocchino”: alla Conferenza di Algeciras (1906) venne concordata la divisione del territorio marocchino tra Francia e Spagna. La fascia settentrionale fu assegnata alla Spagna. Nel 1909 scoppiò una guerra (la guerra del Marocco), che fu molto impopolare in Spagna e acuì il divario tra l'esercito e l'opinione pubblica.

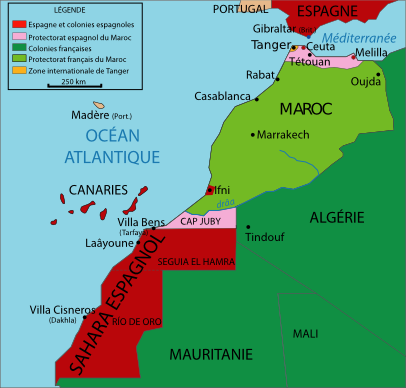
In rosa nella cartina i territori del Protettorato spagnolo del Marocco.

Mappa della densità della popolazione spagnola nel 1900. La maggior parte era concentrata a Madrid e nelle regioni costiere.

All'inizio del XX secolo, la Spagna era ancora prevalentemente rurale: la maggior parte dell'industria moderna su larga scala esisteva nelle fabbriche tessili attorno a Barcellona, in Catalogna, negli stabilimenti metallurgici delle province basche ed in alcuni cantieri navali in tutto il paese. La perdita di Cuba e delle Filippine favorì la Spagna, in quanto fece sì che i capitali tornassero e venissero investiti in industrie nazionali modernizzate. Ma nonostante lo stimolo della Prima guerra mondiale, solo in Catalogna e in due province basche (Biscaglia e Gipuzkoa) il valore della produzione manifatturiera nel 1920 superò quello della produzione agricola. La produttività agricola era generalmente bassa rispetto ad altri paesi dell'Europa occidentale a causa di diverse carenze: tecnologia arretrata, mancanza di grandi progetti di irrigazione, servizi di credito rurale inadeguati, pratiche di proprietà terriera obsolete, nonché problemi di lunga data dovuti a terreni difficili, clima instabile, isolamento e trasporti difficili nell'entroterra aspro. Gli istituti finanziari erano relativamente sottosviluppati. La Banca di Spagna (Banco de España) rimase di proprietà privata e le sue funzioni pubbliche furono limitate all'emissione di moneta e alla fornitura di fondi per le attività statali. Lo Stato era ampiamente limitato alle attività tradizionali, come la difesa e il mantenimento dell'ordine e della giustizia. Gli unici servizi pubblici ad avere un impatto significativo sull'economia erano la costruzione di strade, l'istruzione e alcune attività assistenziali.

#### Marocco e Grande Guerra

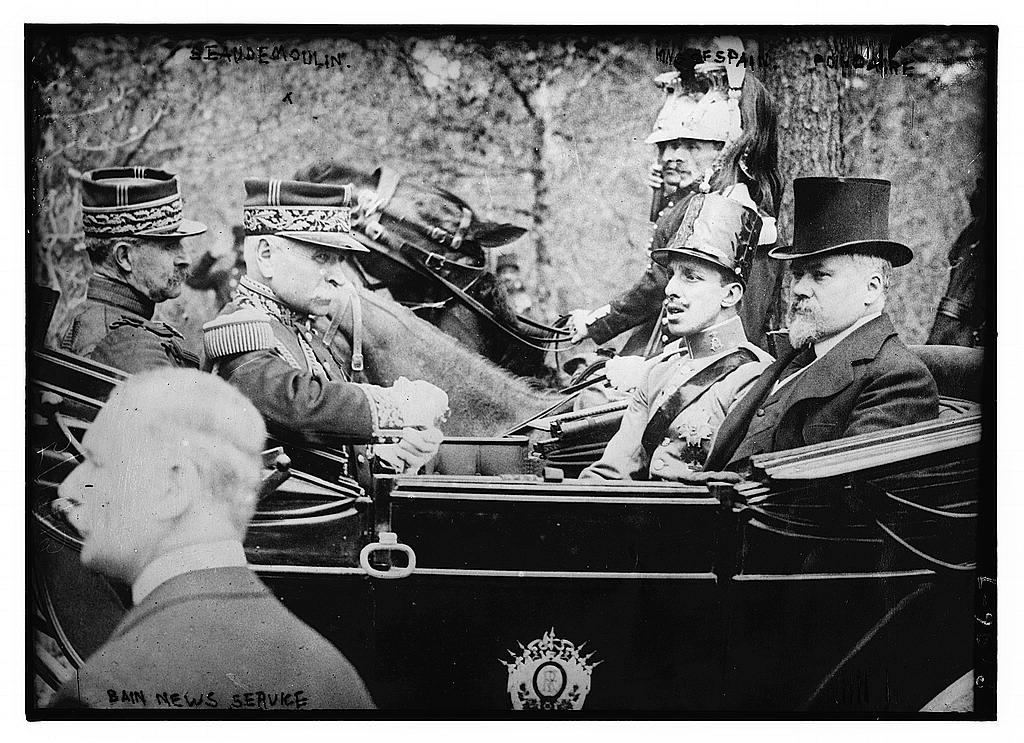
Alfonso XIII assieme al Presidente francese Raymond Poincaré, in visita di Stato a Parigi, in Francia nel 1913.

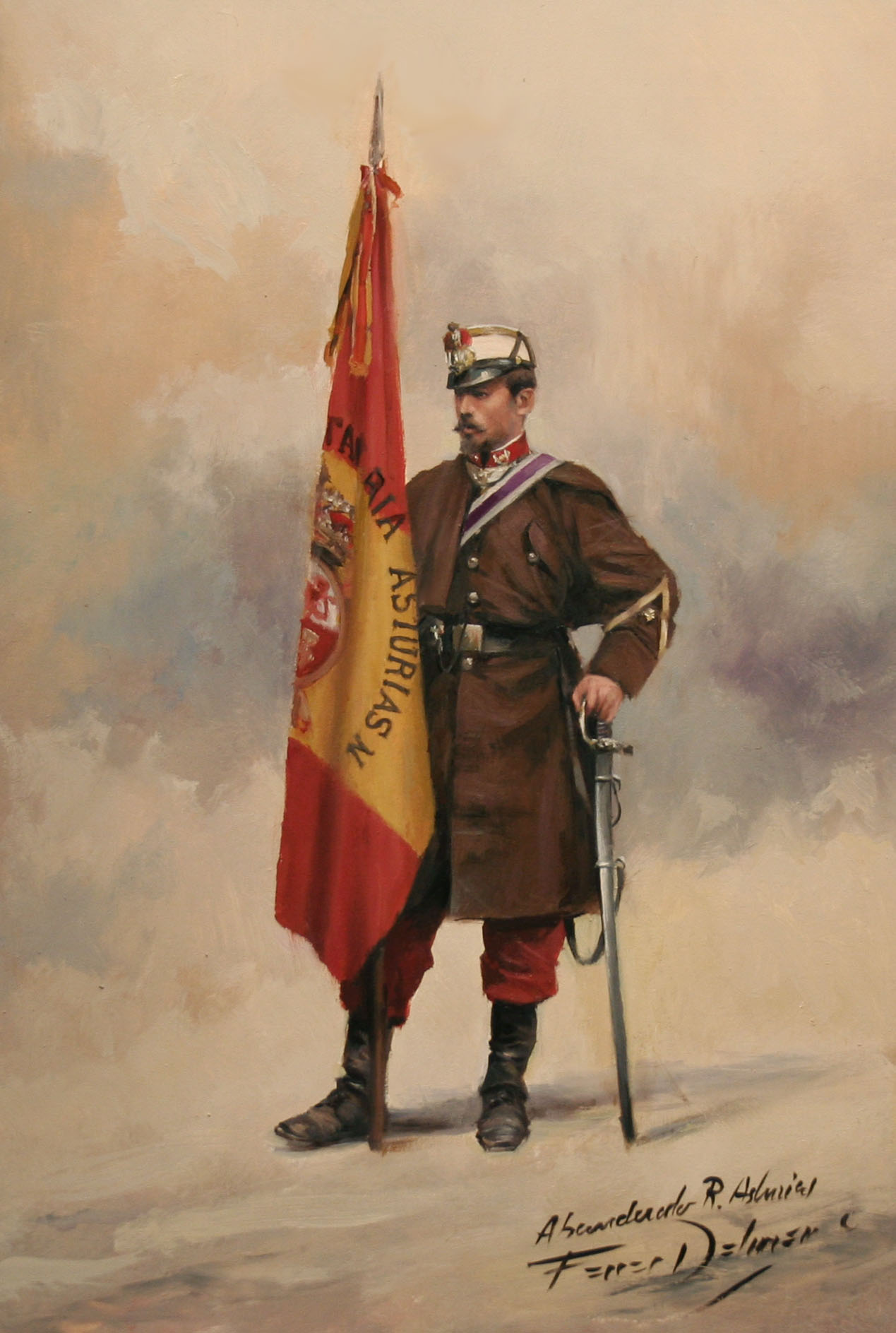
Soldato dell'Ejército de Tierra.

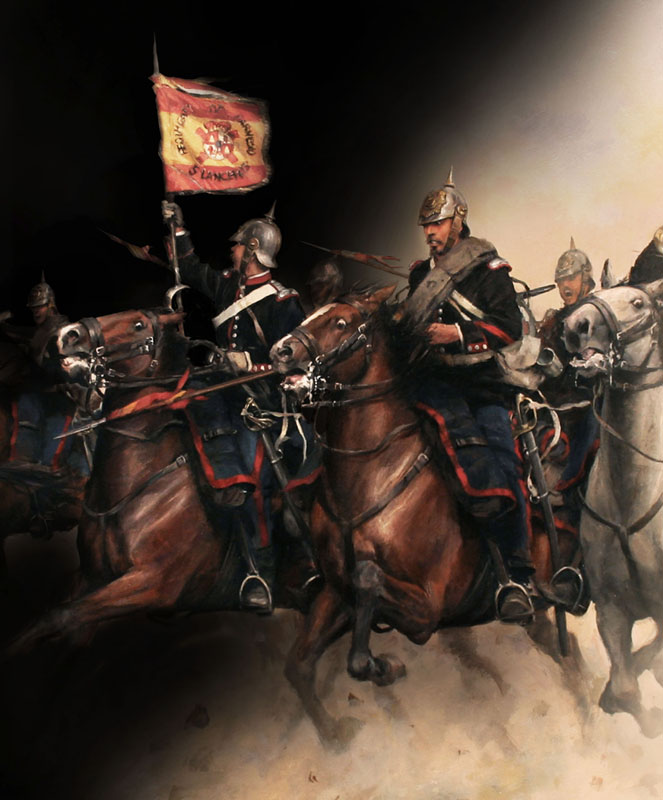
La Cavalleria dell'Esercito.

Nel 1914 scoppiò la Prima guerra mondiale: la situazione delle forze armate spagnole era in gran parte il risultato della sconfitta nella guerra del 1898 con gli Stati Uniti. Non solo la lotta contro i ribelli indipendentisti a Cuba, iniziata nel 1895, costò enormi risorse militari, ma anche la vecchia flotta caraibica spagnola fu completamente distrutta dalle navi americane nella Battaglia di Santiago de Cuba. Pertanto, mentre le principali potenze europee raggiunsero l'apice del loro dominio imperiale sul mondo e la supremazia navale divenne l'epitome dell'influenza mondiale, la Spagna, con la sua flotta in rovina, fu ridotta a un paese di secondo piano nel sistema internazionale. Non ci furono piani di successo per ricostruire la marina fino al Plan de Escuadra del 1908, e allora la Spagna dipendeva fortemente dalla tecnologia e dall'industria straniere. Gli echi dell'umiliazione nazionale del 1898 risuonavano ancora nell'Ejercito spagnolo quindici anni dopo, quando le tensioni del sistema di alleanze nel continente europeo esplosero nella prima guerra mondiale. Il ruolo subordinato svolto dalla Spagna nelle crisi marocchine del 1904-06 mostra chiaramente fino a che punto la sconfitta del 1898 avesse ridotto la Spagna ad un attore marginale sullo scacchiere strategico europeo e coloniale. Il colonialismo spagnolo in Marocco divenne presto subordinato agli interessi delle principali potenze europee, in particolare Francia, Gran Bretagna e, in una certa misura, Germania. L'Intesa cordiale tra Francia e Gran Bretagna nel 1904, il possesso britannico di Gibilterra (la chiave occidentale per il Mediterraneo) e l'espansione francese nel Nord Africa spinsero i tedeschi ad intervenire nella corsa coloniale per il Marocco, sostenendo la causa per un sultanato indipendente. I tedeschi volevano impedire il completo dominio dell’Intesa sui punti di accesso al Mediterraneo. Le tensioni tra le potenze europee precedettero i negoziati diplomatici nella Conferenza di Algeciras del 1906, quando la Spagna acquisì l'obbligo di istituire un protettorato (zona di influenza) nella parte settentrionale del Marocco. La Francia mantenne il controllo del sud. Questa divisione accontentò tutte le parti e implicava che una piccola ma strategicamente rilevante zona settentrionale del Protettorato venisse lasciata nelle mani di una potenza debole.

Ben presto la zona d'influenza spagnola in Marocco divenne un problema militare. Le tribù del Rif si ribellarono ai colonizzatori spagnoli. In Spagna, l'impresa coloniale era altamente impopolare, soprattutto perché il sistema di reclutamento era ingiusto: solo le famiglie che non potevano permettersi un'esenzione finivano per mandare i propri figli al servizio militare, un'ingiustizia solo parzialmente risolta dalle nuove norme sul reclutamento nel 1911-1912. Fu questo il motivo per cui nel 1909 l’escalation del coinvolgimento militare spagnolo in Marocco scatenò la rivolta della “Settimana tragica” a Barcellona. La resistenza popolare non fermò le operazioni militari in Marocco, condotte per placare la resistenza indigena. Dal 1913, Mulay Ahmad al-Raysunii guidò la guerriglia berbera. Nel frattempo, gli affari civili nel Protettorato passarono sotto la diretta supervisione militare. Comandanti militari come il generale José Marina Vega furono nominati Alto Commissario della Spagna in Marocco. Il problema del controllo della regione del Rif divenne un vero e proprio pantano per l'esercito spagnolo negli anni precedenti la Prima guerra mondiale. In questo periodo l'Esercito spagnolo aveva urgente bisogno di una riforma strutturale. Come conseguenza dell'incorporazione di ex ufficiali carlisti nell'esercito regolare dopo le guerre civili del XIX secolo, il numero di ufficiali era eccessivo. In questa situazione, molti ufficiali non avevano alcun incarico e quindi trascorrevano le loro giornate in lavori d'ufficio. A peggiorare la situazione, gli stipendi degli ufficiali assorbivano la maggior parte del bilancio militare, vanificando così la modernizzazione dell’equipaggiamento e dell’addestramento. Come affermò Álvaro Figueroa y Torres, conte di Romanones durante una sessione del Congresso nel novembre 1915: il bilancio militare spagnolo era il meno efficiente tra tutti i bilanci conosciuti. Mantenere un esercito di 140.000 uomini costò allo Stato la cifra di 300 milioni di pesetas. Tuttavia, questo denaro non è stato speso per equipaggiamenti o azioni militari, poiché la maggior parte di essa veniva spesa per gli stipendi dei generali e degli ufficiali, nonché per la “lussuosa” burocrazia militare. La situazione bellica in Marocco non fece che aggravare questo difetto, perché in questo campo gli ufficiali erano in grado di ottenere rapidamente promozioni basate sui meriti di guerra, indipendentemente dalle loro reali capacità di comando. A sua volta, nella penisola, gli avanzamenti di grado basati sull'anzianità non comportavano una migliore competenza professionale. Inoltre, la struttura sociale dell’esercito era altamente gerarchica: i generali ricevevano uno stipendio annuale base che era tra le dieci e le trenta volte superiore a quello degli ufficiali di grado inferiore. Tuttavia, sia gli ufficiali di grado superiore che quelli di grado inferiore mostravano un esagerato senso dell’onore, probabilmente esacerbato dopo l’umiliazione del 1898, che li portava a reagire virulentemente contro qualsiasi sfida politica che consideravano antipatriottica. Ultimo ma non meno importante, esisteva una lunga tradizione di intervento militare nella politica spagnola: gli ufficiali si consideravano arbitri e garanti del sistema liberale, pur nutrendo sentimenti sempre più ostili nei confronti di politici e civili. La tanto necessaria riforma militare divenne una delle questioni politiche più controverse, ancora più urgente dopo lo scoppio della Prima guerra mondiale.

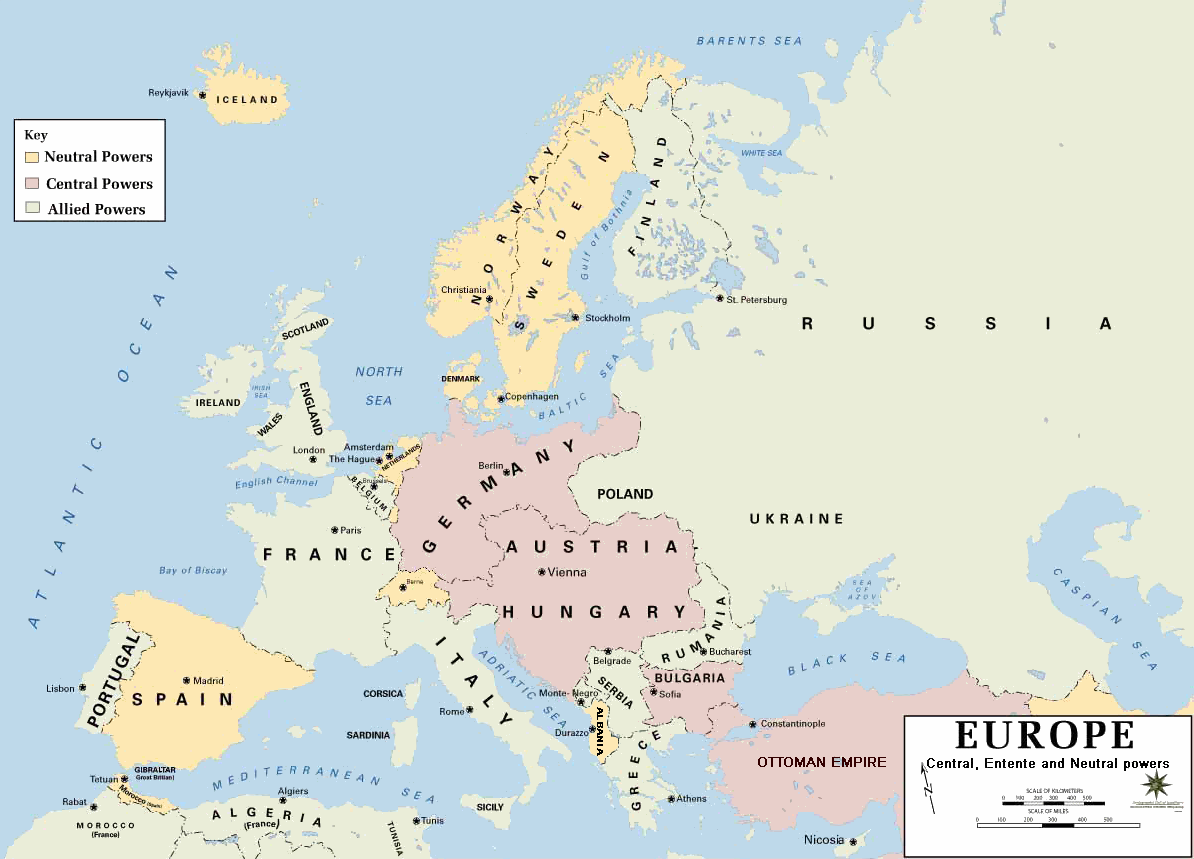
Mappa che illustra che la Spagna era lontana dai campi di battaglia, situati nell'Europa centrale.

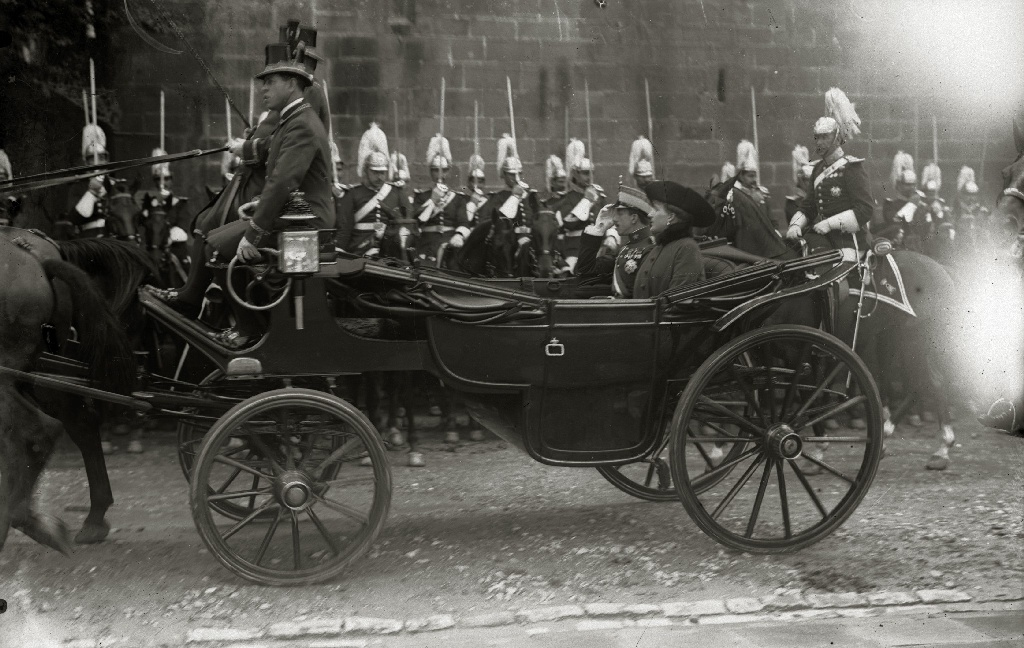
Alfonso XIII e la madre, la regina Maria Cristina di Spagna, in visita alla Caserma di San Telmo, nel 1916.

Durante la Grande guerra, la Spagna era profondamente divisa tra gruppi di opinione filo-tedeschi e filo-alleati: il corpo ufficiali simpatizzava con i tedeschi, poiché molti ufficiali ammiravano il modello dell'esercito prussiano. La rivista più influente per gli affari militari, La Correspondencia Militar, adottò chiaramente una posizione filo-tedesca. La politica francese in Marocco fu duramente criticata ed i comandanti dell'esercito discussero piani per un'ipotetica guerra contro la Francia. Anche il controllo britannico di Gibilterra era malvisto dagli ufficiali militari spagnoli. L'Esercito si divise sempre più tra africanisti e peninsulari, divisione più di tipo professionale che politico: gli africanisti erano una casta di soldati esperti in guerra, che avevano raggiunto gradi più elevati grazie ai loro meriti in combattimento nel Protettorato. I peninsulari invece si opposero a questo tipo di promozioni e ben presto iniziarono a difendere i propri interessi creando consigli sindacali, le cosiddette juntas. La storia dell'esercito spagnolo durante la Prima guerra mondiale fu segnata dalla crisi militare del 1917 e dal movimento delle Giunte di Difesa: le carenze strutturali dell'esercito ed il più ampio contesto internazionale fecero da sfondo a questa crisi. Gli ufficiali spagnoli nella penisola, in particolare gli ufficiali di grado inferiore, erano risentiti per la loro triste situazione professionale e per il sistema prevalente di promozione basato sui meriti di guerra. Il servizio nella situazione del Marocco portò a promozioni sorprendentemente rapide, come nel caso di Francisco Franco, promosso al grado di maggiore quando aveva solo ventitré anni. Al contrario, gli ufficiali della penisola avevano una carriera lenta e mediocre. Tra le diverse accademie militari, gli ufficiali di fanteria si sentirono i più offesi. Artiglieri e genieri, del reparto Genio, grazie ai loro compiti specializzati e ai loro privilegi, godevano di standard più elevati. 

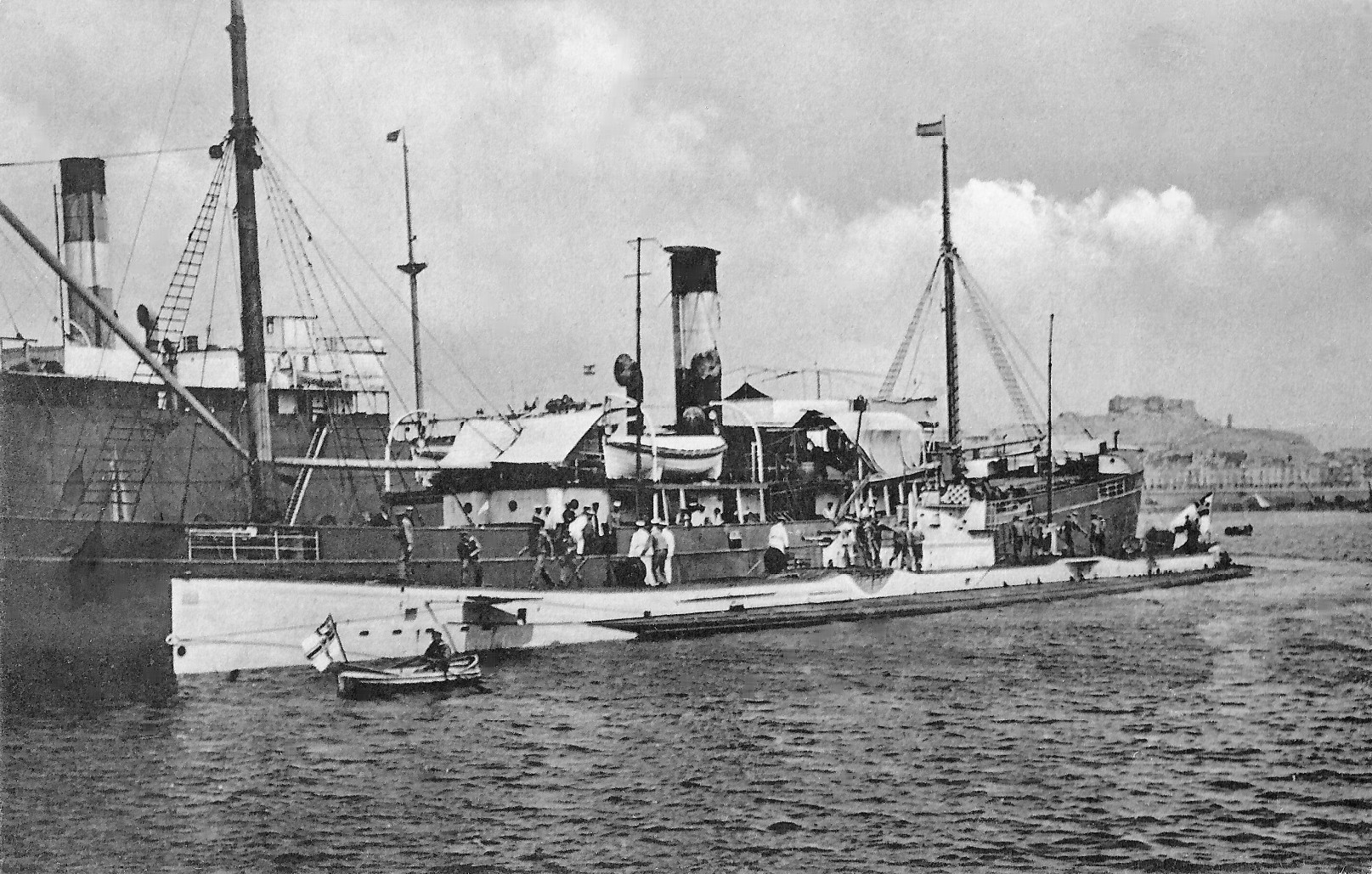
Sottomarino tedesco U-35 nel porto di Cartagena, in Spagna.

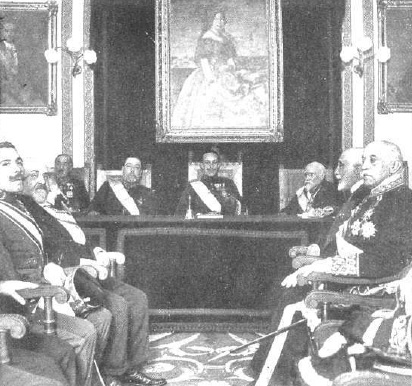
Re Alfonso alla Real Academia de Ciencias Exactas, Físicas y Naturales

Con l'aumento dell'inflazione e del costo della vita durante gli anni del conflitto mondiale, gli ufficiali di stanza nella penisola spagnola divennero sempre più insoddisfatti del governo. A Barcellona, nel 1916, gli ufficiali di fanteria furono i primi a riunirsi e a creare Consigli di difesa per discutere le loro lamentele e difendere i loro interessi. Con l'espansione e la diffusione del movimento militare nel 1917, iniziò una lotta politica tra il governo e le giunte. I junteros si dimostrarono straordinariamente resilienti di fronte alle pressioni del Ministero della Guerra che voleva scioglierli. Di fatto, la crisi militare fu uno dei motivi che costrinsero il governo di Romanones a dimettersi, lasciando il problema nelle mani dei governi successivi guidati da Manuel García Prieto ed Eduardo Dato. Tra la primavera del 1917 e l'inizio del 1918, quattro successivi ministri della Guerra, Francisco Aguilera, Fernando Primo de Rivera, José Marina Vega e Juan de la Cierva, affrontarono l'insubordinazione dei junteros in un contesto di accresciuta agitazione popolare in tutto il Regno e di agitazione autonomista in Catalogna. Gruppi politici repubblicani e socialisti tentarono di attrarre gli ufficiali insubordinati verso i loro incarichi politici, ma i junteros non si trasformarono in un movimento rivoluzionario sovversivo. Fu invece il politico conservatore Antonio Maura a godere della massima fiducia dei junteros come futuro Primo Ministro. Gli obiettivi aziendali fondamentali del movimento prevalsero su quelli politici. Inoltre, l’esercito venne utilizzato per contrastare gli scioperi dei lavoratori scoppiati nell’agosto del 1917. La pressione delle Juntas aumentò durante l'autunno del 1917 un periodo critico per molti paesi europei che stavano combattendo la Prima guerra mondiale; nel novembre 1917, re Alfonso XIII istituì un nuovo governo sotto Manuel García Prieto, concentrando rappresentanti di diverse forze politiche. Un civile conservatore, Juan de la Cierva, fu nominato ministro della Guerra. La Cierva simpatizzava con l'esercito e si adoperò per fare alcune concessioni alle Juntas, manovrando allo stesso tempo per metterle sotto il suo controllo. Cercò di manipolare le Juntas indipendenti degli ufficiali di riserva come un modo per rompere l'unità del movimento. Il ministero della Guerra riuscì a esercitare una certa influenza sulle Juntas, ma i junteros ottennero troppa influenza sulla politica civile, indebolendo così il sistema parlamentare spagnolo.

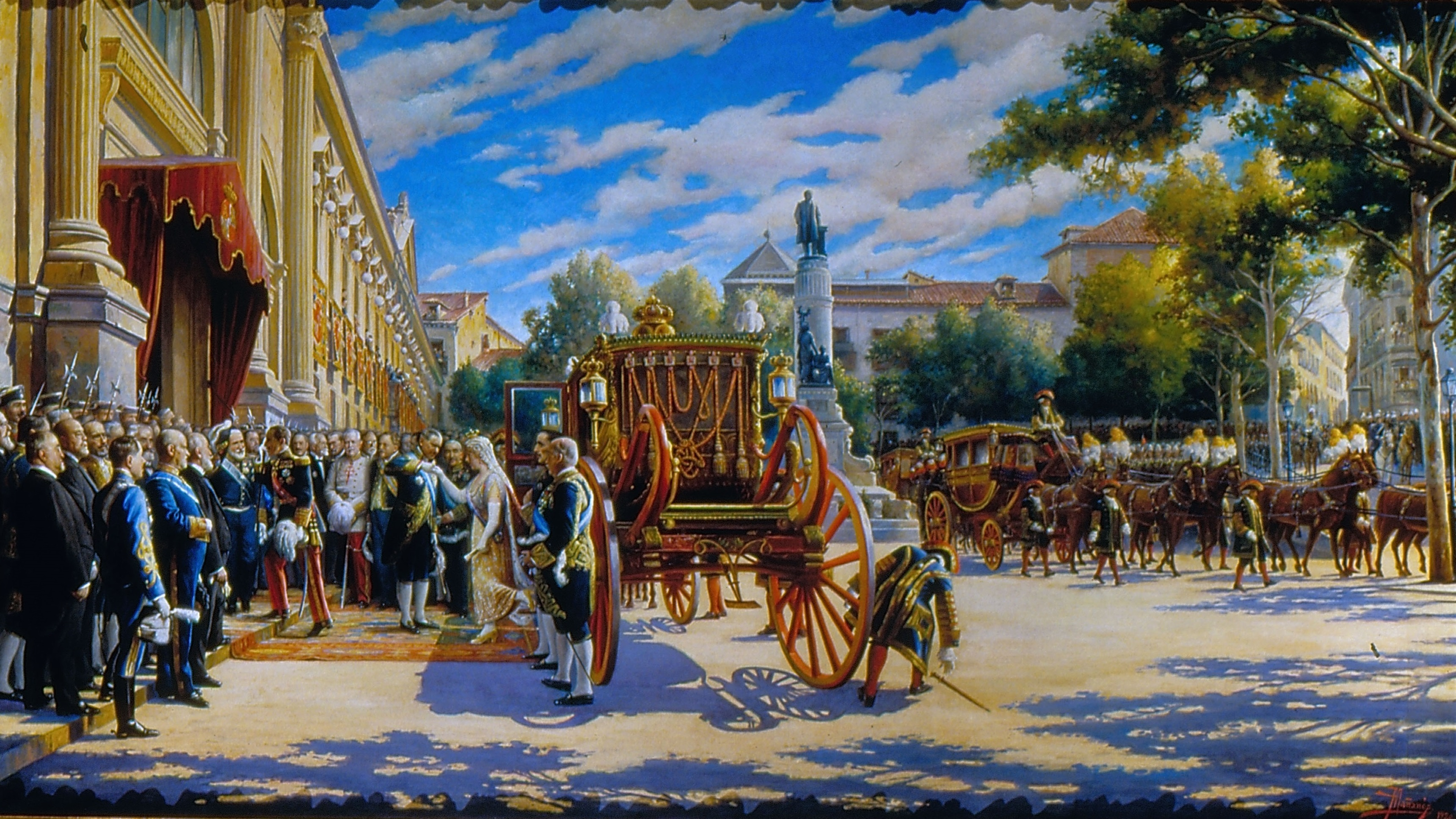
L'Apertura delle Cortes nel 1919.

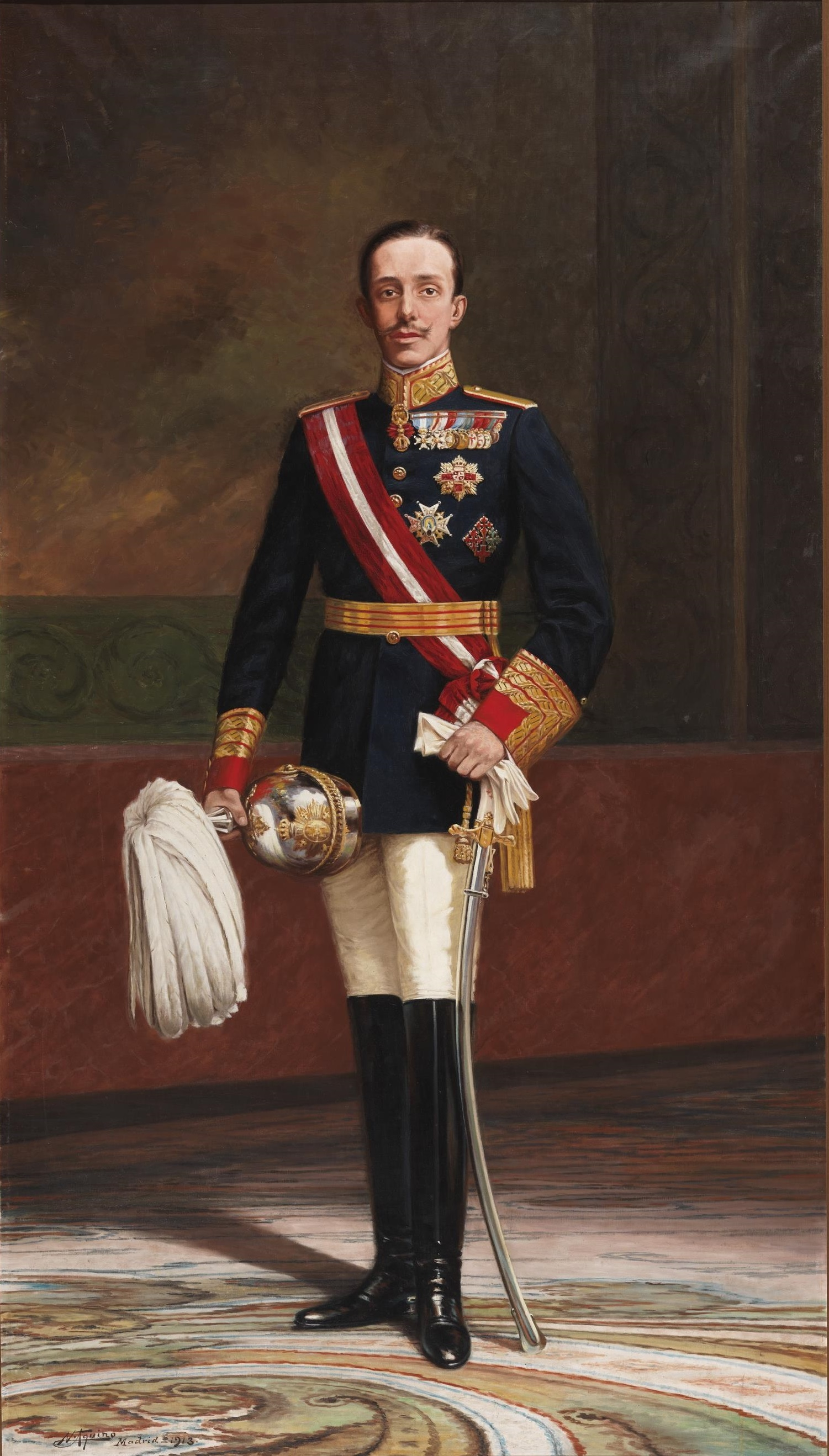
Ritratto di Alfonso XIII, di Nicolás Aquino, nel 1913 oggi al Teatro Real.

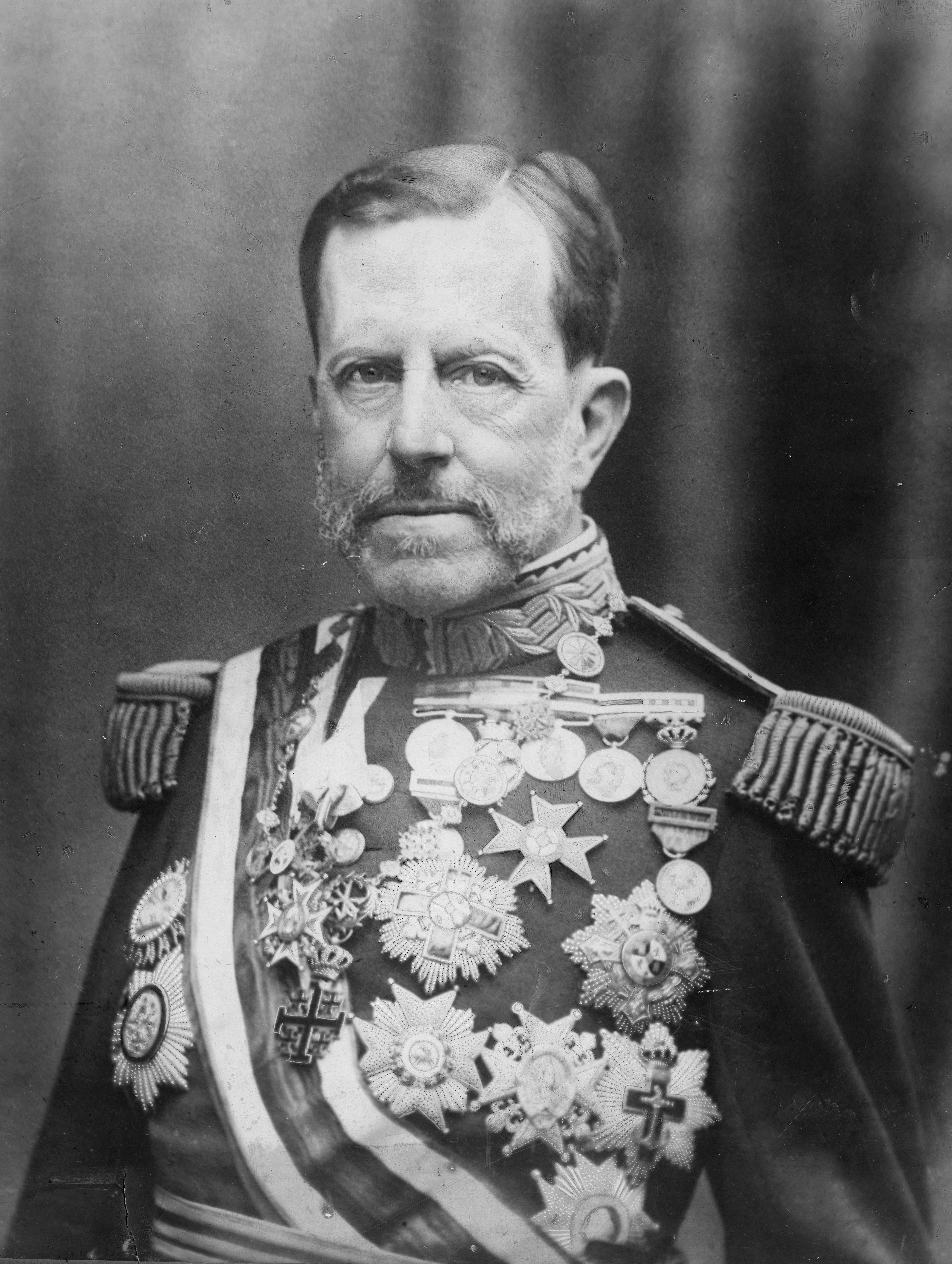
Valeriano Weyler y Nicoláu, Capo di stato maggiore dell'Ejercito de Tierra, dal 1916 al 1922.

Un'altra delle strategie di La Cierva per far fronte al malcontento militare fu quella di approvare, tramite decreto, una legge di riforma militare nel 1918. I progetti di riforma militare elaborati dai governi precedenti erano stati scartati. In un precedente governo dei Romanones, il generale Augustín Luque del Ministero della Guerra aveva cercato di riformare l'esercito aumentando le truppe a 180.000 unità e riducendo sostanzialmente il numero di ufficiali. Questo progetto prevedeva anche di stabilire un sistema di promozioni più selettivo. La Correspondencia Militar si oppose a questi cambiamenti. Nonostante i compromessi che Luque era pronto a fare, le Juntas de Defensa reagirono fortemente all'attuazione della legge. Quando La Cierva, un ministro più aperto a cedere alle richieste delle Juntas, entrò in carica, redasse una nuova legge di riforma militare, manovrando per far approvare la legge prima che potesse essere respinta o corretta dal parlamento spagnolo. In realtà, la riforma decretata da La Cierva non risolse nessuno dei numerosi problemi strutturali dell'esercito spagnolo. In effetti, la sua riforma aggravò la situazione. Il suo disegno di legge fu scritto per soddisfare i desideri delle Juntas. Il disegno di legge espanse inutilmente il numero di divisioni da quattordici a sedici, portando il numero delle truppe a 180.000 ma perpetuando l'eccesso di ufficiali. In risposta all'aumento del costo della vita dovuto alla guerra, gli stipendi degli ufficiali furono aumentati, ma i ranghi più alti furono meglio ricompensati. Queste disposizioni resero solo le prospettive di promozione a ranghi più alti più interessanti per le scale inferiori, e quindi il numero di ufficiali sarebbe ulteriormente aumentato nel prossimo futuro. Inoltre, il disegno di legge di La Cierva stabilì che tutte le promozioni in tempo di guerra e di pace sarebbero state fatte sulla base dell'anzianità, non dei meriti di guerra. Questa fu una chiara concessione alle Juntas, ma dannosa per gli Africanistas. In altre parole, questa misura punì quegli ufficiali che cercavano doveri professionali più attivi e avvantaggiò i burocrati dell'esercito più pigri: un duro colpo per il morale dell'esercito nel Protettorato. Ulteriori sezioni del disegno di legge parlavano di modernizzazione ed espansione delle attrezzature, incluso un servizio di aeronautica. Queste promesse rimasero lettera morta perché il budget disponibile si sarebbe presto esaurito per pagare gli stipendi degli ufficiali. In breve, l'obiettivo principale del disegno di legge di La Cierva era quello di placare il malcontento dei militari. Le Juntas, tuttavia, non scomparvero e continuarono a essere un problema politico negli anni a venire.
Comunque l'Esercito spagnolo durante la Prima guerra mondiale rimase militarmente inattivo e politicamente irrequieto. La totale inefficacia delle forze armate, come dimostrato nella zona di influenza spagnola in Marocco, fu una delle ragioni principali per mantenere la neutralità spagnola nel conflitto. La vulnerabilità strategica della Spagna e la sua dipendenza dalle potenze europee furono ulteriori motivi per continuare a camminare sul filo del rasoio della neutralità nonostante gli eventi che avrebbero potuto spingere il paese a intervenire. Le profonde divisioni interne alla società spagnola, e persino all'interno dell'esercito, completarono il quadro. Lungi dall'essere galvanizzato dall'esperienza della prima guerra mondiale, l'esercito spagnolo sprofondò nei problemi strutturali e nei vizi che si stavano preparando dal 1898 e che avrebbero gettato un'ombra molto lunga sul suo futuro.

#### Dittatura di De Rivera

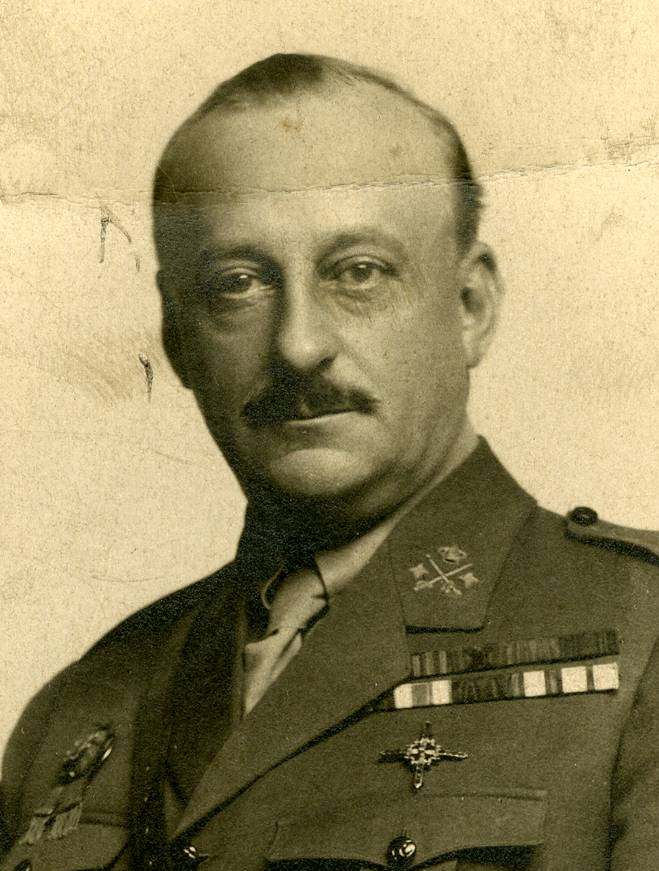
Miguel Primo de Rivera.

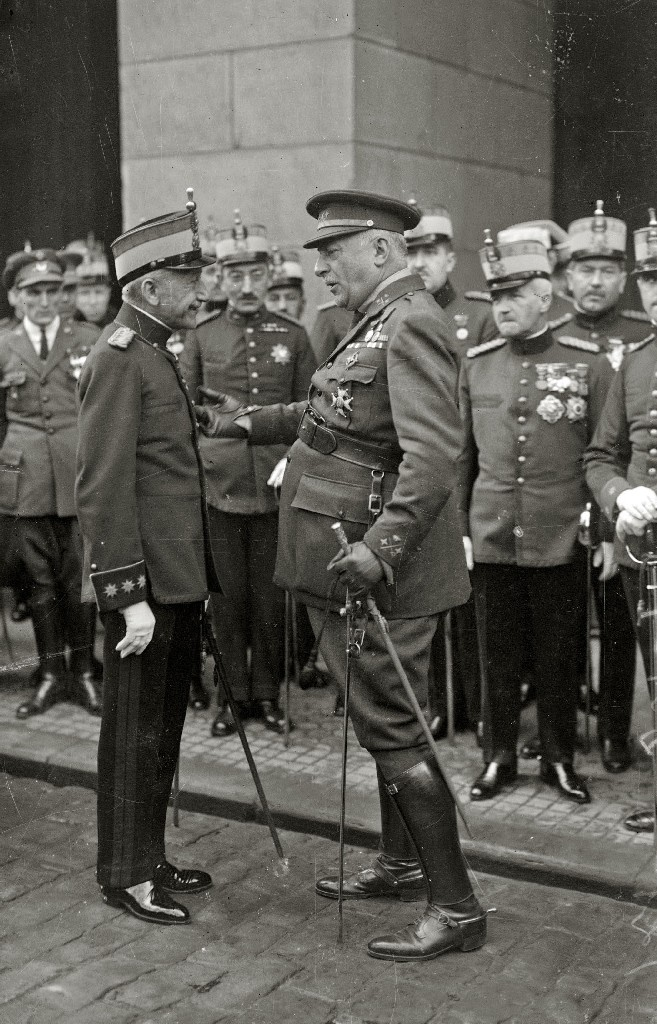
De Rivera all'inaugurazione della ferrovia dell'Urola nel 1926.

La fine della Prima guerra mondiale causò una crisi economica che scatenò un diffuso malcontento sociale a Barcellona tra il 1919 e il 1921; gli scioperi e le proteste promossi dagli anarchici vennero duramente repressi dal governo spagnolo, che godeva del sostegno della borghesia catalana. Per contrastare "l'azione diretta" degli anarchici, il settore intransigente del mondo imprenditoriale creò il cosiddetto Free Trade Union, un'organizzazione che comprendeva un gruppo di uomini armati dediti ad attaccare i leader sindacali e che operava con il supporto della polizia. Il conflitto si intensificò con l'entrata in vigore della "Legge sui fuggitivi", un meccanismo volto a facilitare l'esecuzione dei detenuti senza processo. In risposta a ciò, gli anarchici assassinarono nel 1921 Eduardo Dato, presidente del governo. Due anni dopo venne assassinato anche il leader anarchico Salvador Seguí. La situazione politica spagnola era sempre in stallo: fino ad allora si erano alternati al potere i partiti dinastici, cioè quello dei liberali e quello dei conservatori, ma nessuno dei due era riuscito ad abolire il vecchio sistema del caciquismo. Con la sconfitta spagnola nella Guerra in Marocco, accrebbe un malcontento della classe militare che cominciò ad avere sospetti nei confronti dei politici. A livello sociale, l'impatto della Rivoluzione russa, così come la crisi successiva alla Grande guerra, portarono a numerose e vaste proteste, scioperi, dimostrazioni da parte delle classi lavoratrici, aumentando la paura della borghesia nei confronti del terrorismo anarchico, che era particolarmente interessata ad attuare misure per risolverli. Al tempo, nel 1922, Benito Mussolini acquistò il potere con la Marcia su Roma, instaurando un proprio governo autoritario; nello stesso periodo la Grecia ed il Portogallo avevano governi di destra. Entrò così in gioco, in Spagna, il militare Miguel Primo de Rivera, che, tramite un Colpo di Stato, voleva porre fine al sistema parlamentare per garantire l'ordine pubblico e risolvere il problema con il Marocco. De Rivera fu un grande difensore dei valori tradizionali basati sulla disciplina, l'ordine, l'amor di patria e l'autorità, e il suo motto era "Patria, Religione e Monarchia". Odiava i partiti politici e diffidava dei politici, ma fu influenzato dal fascismo di Mussolini, che ammirava molto. Credeva che per governare e far progredire un Paese bastassero amore per il proprio Paese, buona volontà e onestà. Pertanto, l'opposizione al colpo di stato fu scarsa e la maggior parte del sostegno sociale si trovò nell'esercito, nei proprietari terrieri, nella classe operaia e in gran parte della classe media. Solo i comunisti e gli anarchici si opposero alla collaborazione con il regime, indicendo manifestazioni e scioperi contro la dittatura, mentre i socialisti dimostrarono la loro partecipazione. De Rivera divenne così Capo del Governo nel settembre 1923, con la carica di Presidente del Direttorio militare.

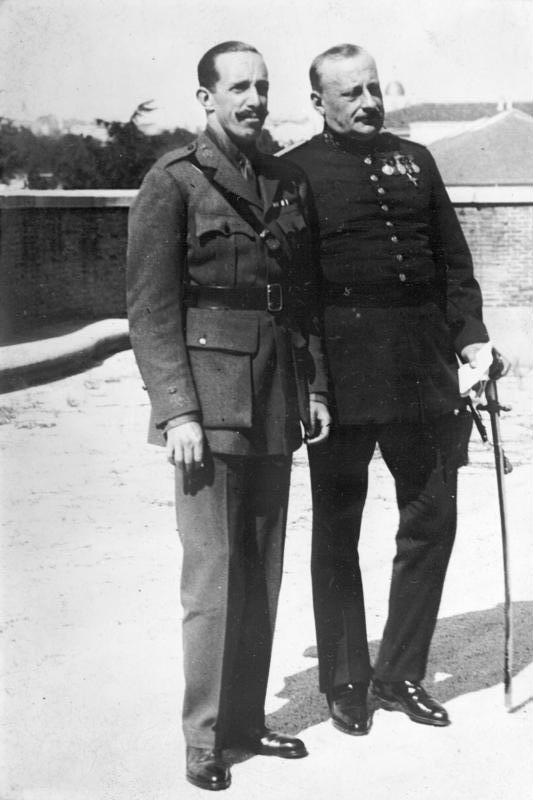
Alfonso XIII assieme a De Rivera.

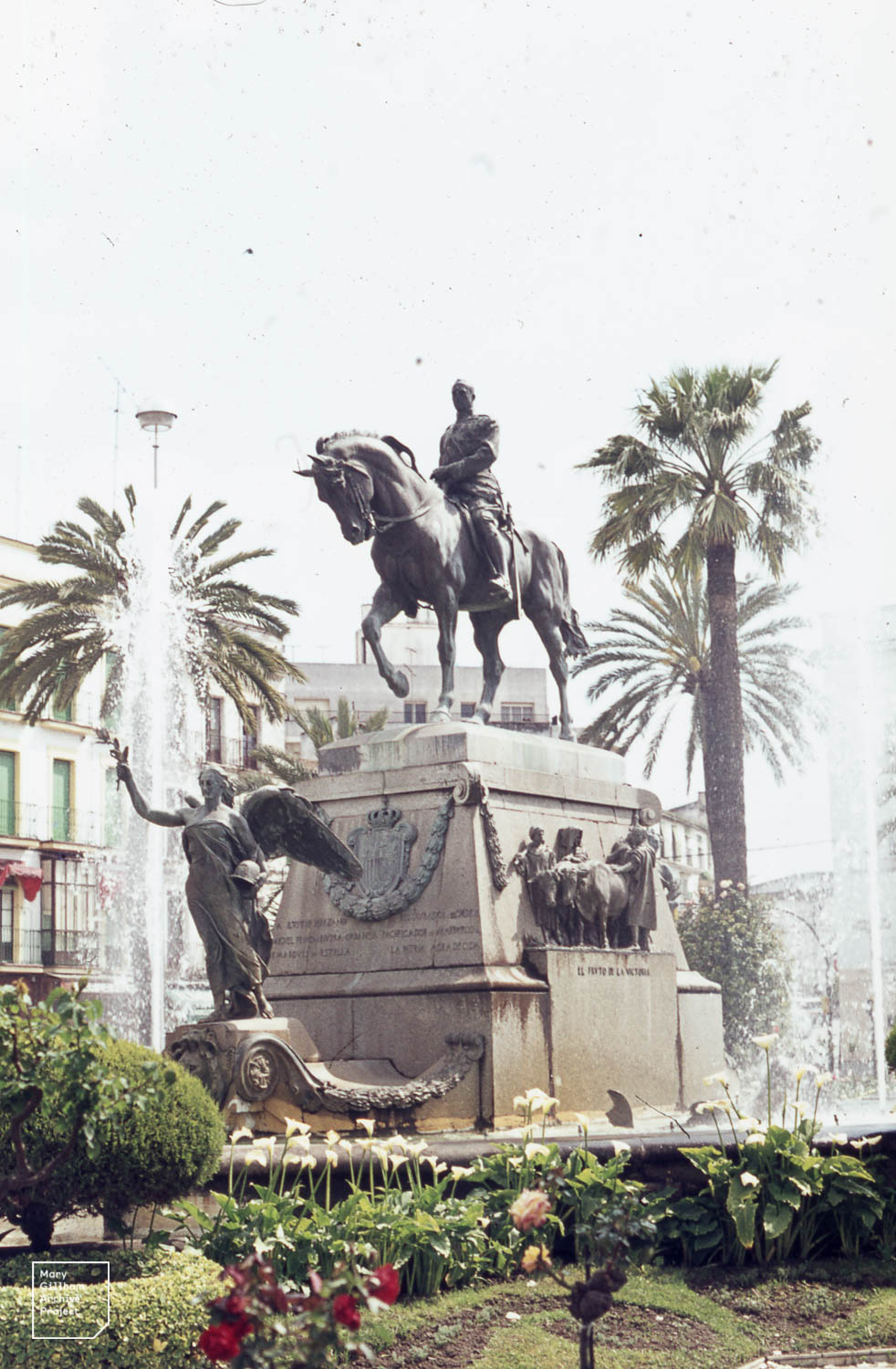
Statua di De Rivera a Cadice.

Tra il 1923 ed il 1925, la dittatura fu vista come una soluzione temporanea per riportare l'ordine e risolvere i principali problemi della Spagna; si trattò quindi di una dittatura autoritaria. Le prime misure attuate furono l'annullamento della Costituzione del 1876 e dei diritti costituzionali, la rottura con le Cortes e l'istituzione di un Direttorio militare guidato, ovviamente, da Miguel Primo de Rivera, che sarebbe stato incaricato di governare la Spagna. In quanto dittatura autoritaria, De Rivera concentrò tutti i poteri, legislativo, esecutivo e giudiziario, nella sua persona, lasciandosi consigliare dai militari, ai quali affidò posizioni chiave per la gestione dell'amministrazione, come José Calvo Sotelo, a cui fu affidato l'incarico di responsabile del Tesoro. Tra le altre cose, vietò anche gli scioperi e i sindacati, ricorrendo alla mano pesante per mantenere l'ordine pubblico. In Catalogna, proibì l'uso del catalano come lingua ufficiale, così come la bandiera catalana e la danza della sardana. Tuttavia, ciò che ottenne con queste misure fu di radicalizzare ulteriormente il catalanismo, dando origine a un nuovo partito, lo Stato catalano, presieduto da Francesc Macià. La sua popolarità aumentò quando le truppe spagnole sbarcarono nella baia di Alhucemas e sconfissero le truppe rifane di Abd el-Krim. Durante i primi anni di dittatura spagnola, si deve la formazione dell'Unione Patriottica, un partito unico sotto la guida di un militare. Si trattava di seguire il modello fascista imposto da Mussolini in Italia. Alla fine del 1925, un governo civile, guidato da Primo de Rivera, sostituì il Direttorio militare. Con la formazione del Direttorio Civile si cercò di istituzionalizzare la dittatura. Primo De Rivera voleva istituzionalizzare il regime dittatoriale e così nel 1927 creò l'Assemblea Consultiva Nazionale, composta generalmente da membri dell'Unione Patriottica. Il Presidente imitò ancora una volta il modello italiano, in questo caso il Gran Consiglio del fascismo. Tuttavia, l'Assemblea nazionale fallì rapidamente nel suo tentativo di redigere una legge fondamentale che fungesse da costituzione della dittatura.

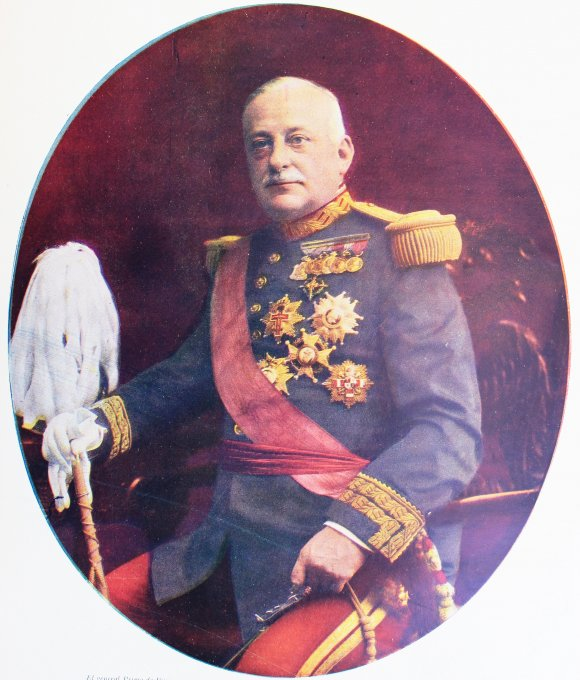
Ritratto di Miguel Primo de Rivera.

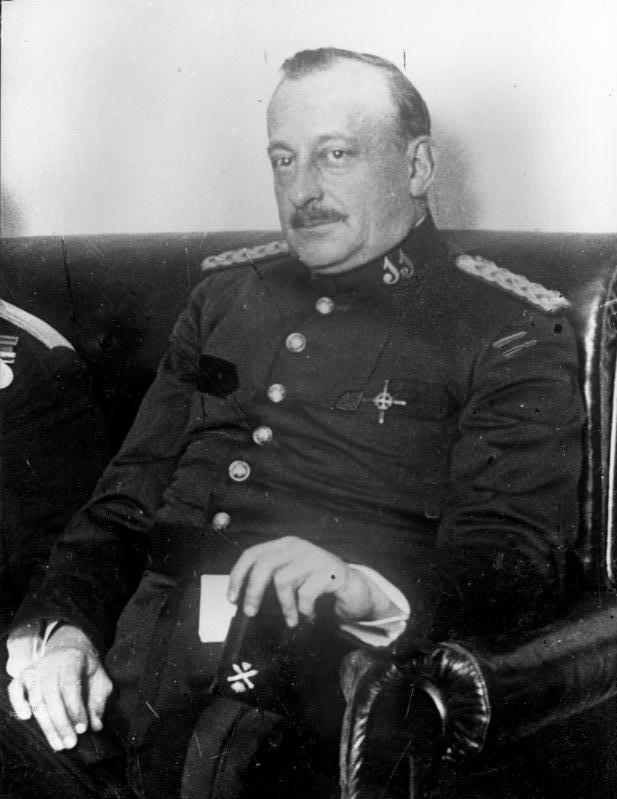
Il dittatore spagnolo nel 1930.

Il modello sociale del fascismo italiano venne imitato anche con la fondazione dell'Organizzazione Nazionale Corporativa, una sorta di sindacato controllato dallo Stato che cercava di mediare tra datori di lavoro e lavoratori. Questo nuovo tentativo di istituzionalizzazione del regime, che prevedeva la partecipazione del sindacato socialista UGT (Unione Generale dei Lavoratori), fallì quando, alla fine degli anni 1920, la situazione economica peggiorò e le rivendicazioni dei lavoratori aumentarono. La sua politica economica si distingue come uno dei più grandi successi del regime, evidenziandone la prosperità economica. A tal fine, l'intervento statale prese il controllo dei settori produttivi, il protezionismo fu rafforzato e gli investimenti pubblici in infrastrutture come scuole e opere idrauliche aumentarono, con l'emergere di Confederazioni idrografiche e strade. Hanno assunto il monopolio di Telefónica, CAMPSA, lotterie e compagnie di tabacco, prendendone il controllo della distribuzione. Tuttavia, i maggiori beneficiari furono i capitalisti e, sebbene sia vero che i lavoratori videro migliorare il loro tenore di vita, i salari rimasero molto bassi. Per quanto riguarda la politica sociale, furono istituiti comitati congiunti per risolvere le controversie di lavoro. L'UGT, guidata all'epoca da Francisco Largo Caballero, partecipò ad alcuni di questi comitati, attuando una politica riformista rivolta principalmente ai lavoratori, offrendo loro alloggi e una migliore assistenza.

Emblema dell'Unione Patriottica Spagnola, partito di De Rivera.

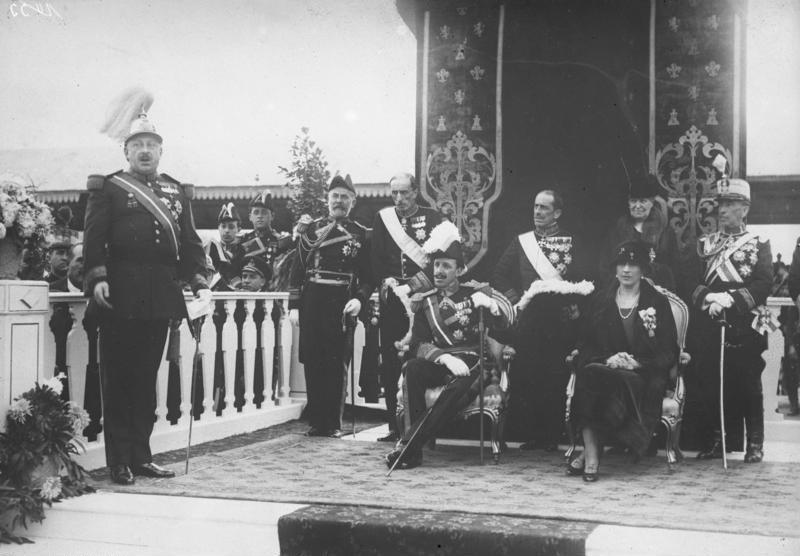
Primo de Rivera, tutto a sinistra, assieme ad Alfonso XIII e la regina.

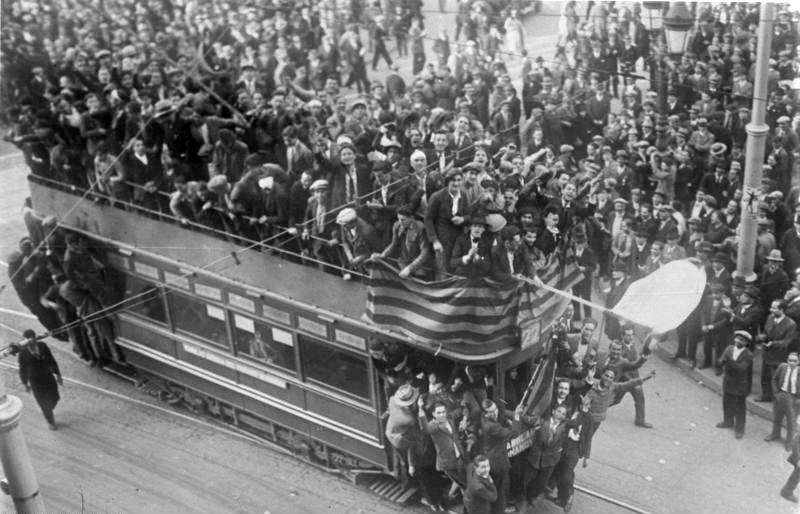
I festeggiamenti per la nascita della Repubblica a Barcellona.

Fu a metà del 1928 che il declino della dittatura di Primo de Rivera cominciò a diventare visibile, a causa di movimenti anti-regime, alimentati dall'aumento del numero di repubblicani, comunisti, anarchici, studenti, intellettuali, come José Ortega y Gasset, Miguel de Unamuno, e nazionalisti che si espressero contro il regime dittatoriale. Un'altra causa di malcontento era da parte dell'Esercito per le azioni illegali di Primo de Rivera. Le difficoltà di bilancio dello Stato portarono il dittatore a non attuare una riforma fiscale che avrebbe istituito un'imposta unica sul reddito, nonostante l'opposizione delle classi più ricche. L'Esposizione iberoamericana tenutasi a Siviglia nel 1929, aumentò i debiti e di conseguenza la crisi. Tutti questi fattori fecero riemergere i conflitti sociali e, di fronte a questa situazione ormai incontrollabile, Miguel Primo de Rivera rassegnò le sue dimissioni al re Alfonso XIII, che finì per accettarle sotto la pressione dei politici liberali e conservatori desiderosi di tornare al parlamentarismo. A tal fine, il sovrano spagnolo nominò Capo del governo il generale Dámaso Berenguer, che, tra le altre cose, gli affidò il compito di ripristinare la Costituzione del 1876 e di superare l'impopolarità del re, considerato uno dei responsabili della dittatura che durava da sette anni. Il 15 dicembre 1930 fallì la rivolta militare repubblicana a Jaca. I suoi leader, Fermín Galán e Ángel García Hernández, furono processati dalla corte marziale e giustiziati. La maggior parte del Comitato Rivoluzionario venne arrestata a causa del crescente malcontento antimonarchico. Berenguer si dimise il 14 febbraio 1931, lasciando il posto a un nuovo governo guidato dall'ammiraglio Juan Bautista Aznar-Cabañas. Il nuovo governo ha indisse elezioni comunali per il 12 aprile, con l'intenzione di ripristinare gradualmente la legalità costituzionale. Tuttavia, le elezioni locali si trasformarono in un plebiscito sulla monarchia. La schiacciante vittoria dei candidati repubblicani e socialisti nelle aree urbane determinò l'esilio del re e la proclamazione della Repubblica il 14 aprile 1931.
Il discorso del re Alfonso XIII, dopo l'abolizione della monarchia: "Le elezioni di domenica mi hanno rivelato chiaramente che oggi non ho l'amore del mio popolo. La mia coscienza mi dice che questa deviazione non sarà definitiva, perché ho sempre cercato di servire la Spagna, ponendo come unica preoccupazione l'interesse pubblico, anche nelle situazioni più critiche. Un re può commettere errori, e io stesso a volte ne ho commessi, ma so bene che il nostro Paese si è sempre dimostrato generoso di fronte alle accuse senza cattiveria. Io sono il re di tutti gli spagnoli e anche uno spagnolo. Troverei ampi mezzi per mantenere le mie prerogative reali, lottando efficacemente contro coloro che si oppongono ad esse. Ma voglio fermamente prendere le distanze da tutto ciò che contrappone un compatriota all'altro in una guerra civile fratricida. Non rinuncio a nessuno dei miei diritti, perché più dei miei sono un deposito accumulato dalla Storia, della cui custodia un giorno mi chiederà un rigoroso resoconto. Aspetto di ascoltare l'espressione autentica e adeguata della coscienza collettiva e, mentre la nazione parla, sospendo deliberatamente l'esercizio del Potere Reale e prendo le distanze dalla Spagna, riconoscendola così come unica padrona del suo destino. Anche adesso credo di adempiere al dovere che mi detta l'amore per la mia patria. Prego che altri spagnoli possano sentire e realizzare questo desiderio tanto profondamente quanto lo sento io. 14 aprile 1931 Alfonso, Re."